# シュコダ14Tr
シュコダ14Tr（チェコ語: Škoda 14Tr）は、チェコのシュコダ（シュコダ・オストロフ）が開発したトロリーバス車両。チェコスロバキア時代から製造が始まり、民主化後も1990年代まで世界各都市に導入された。

## 開発までの経緯
シュコダ14Trは元々1970年代に計画が始まった形式で、チェコスロバキアの自動車メーカーであったカロッサと共同で製造する予定もあり、実際に1970年代前半に試作車も複数製造された。しかし、当時は安価な石油を背景にトロリーバスの路線バスへの置き換えが進んでいた時期であり、この計画が実現することは無かった。その後、石油危機やそれを起因とした石油価格の上昇による需要の増加を受けて再度新型トロリーバスを設計する計画が立ち上がり、1980年に製造された試作車を経て翌1981年から量産が開始された。

## 構造
シュコダ14Trは多数の鋼管を用い相互に溶接したスケルトンボディと呼ばれる構造を採用しており、側面や屋根は防食処理された鋼板が用いられている。ただし初期の量産車についてはこれらの耐久性の低さが指摘され、鋼管の強化を始めとした車体の強度の増加が図られた。乗降扉は右側に3箇所設置されており、車内には一部を除いてクロスシートが配置されている。主電動機は連続出力100 kwのものが1基搭載され、電機子チョッパ制御装置を用いる事でスムーズな始動を可能としている。

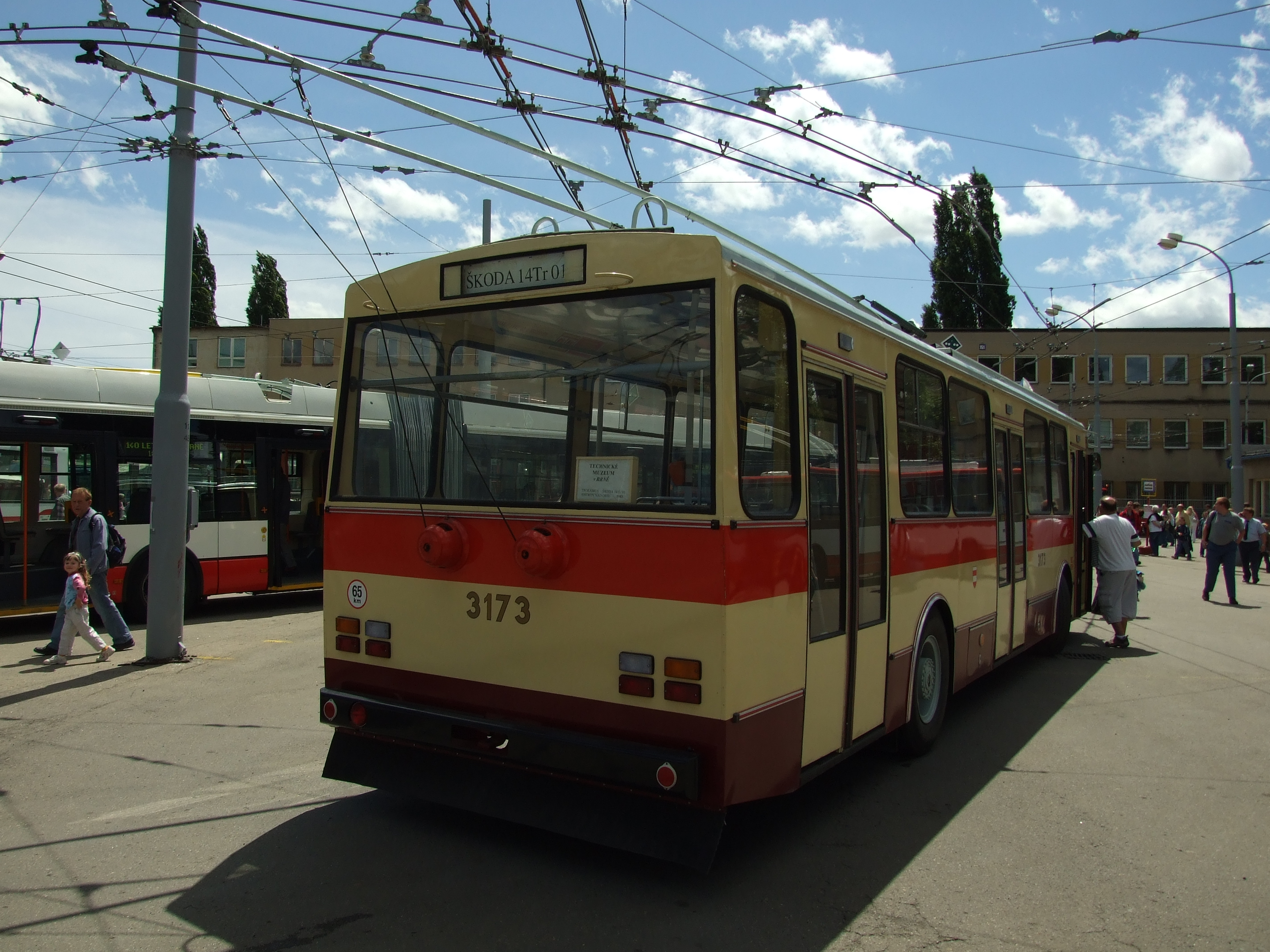
後方（ブルノ）
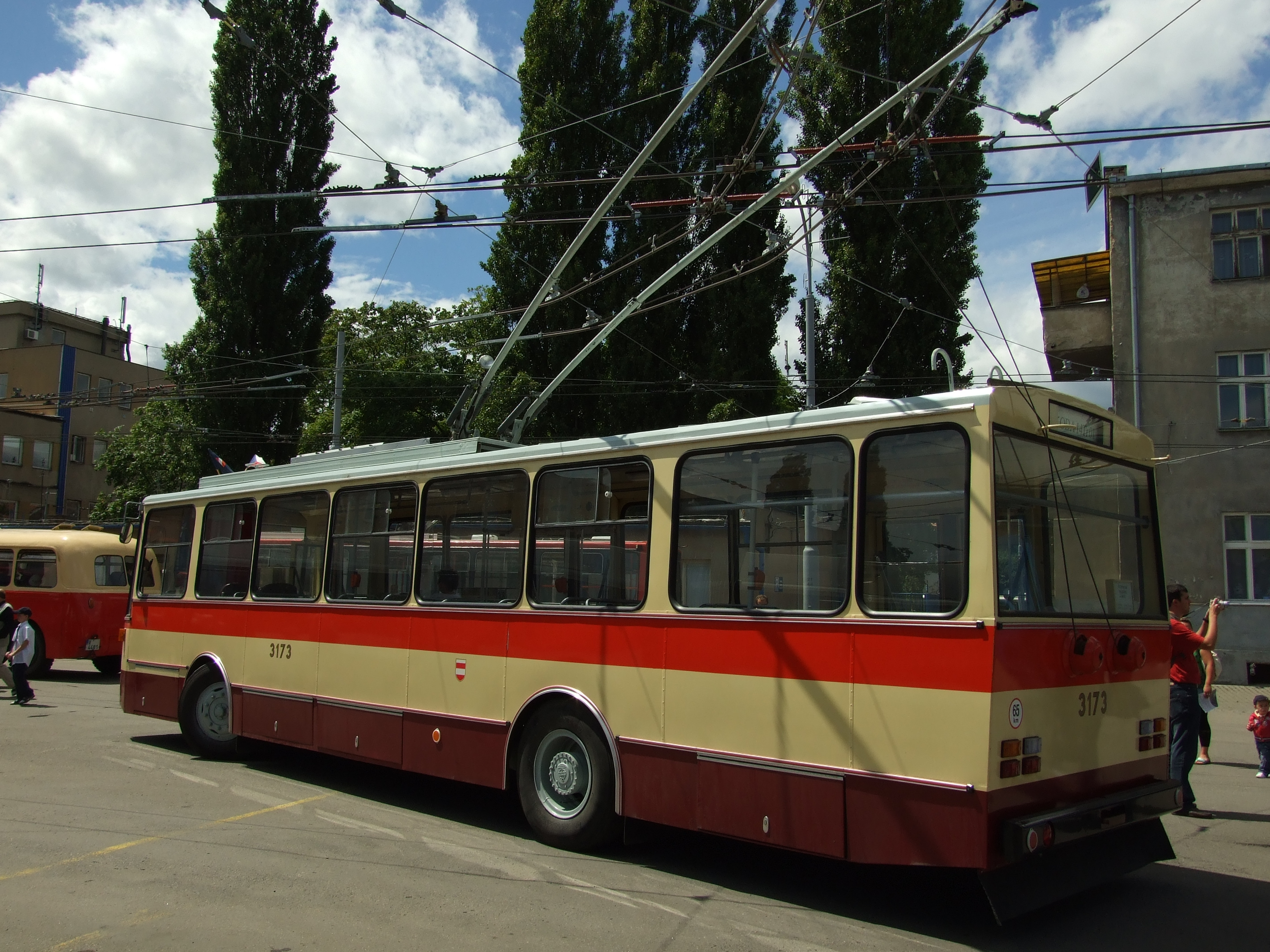
車体左側には乗降扉が存在しない（ブルノ）
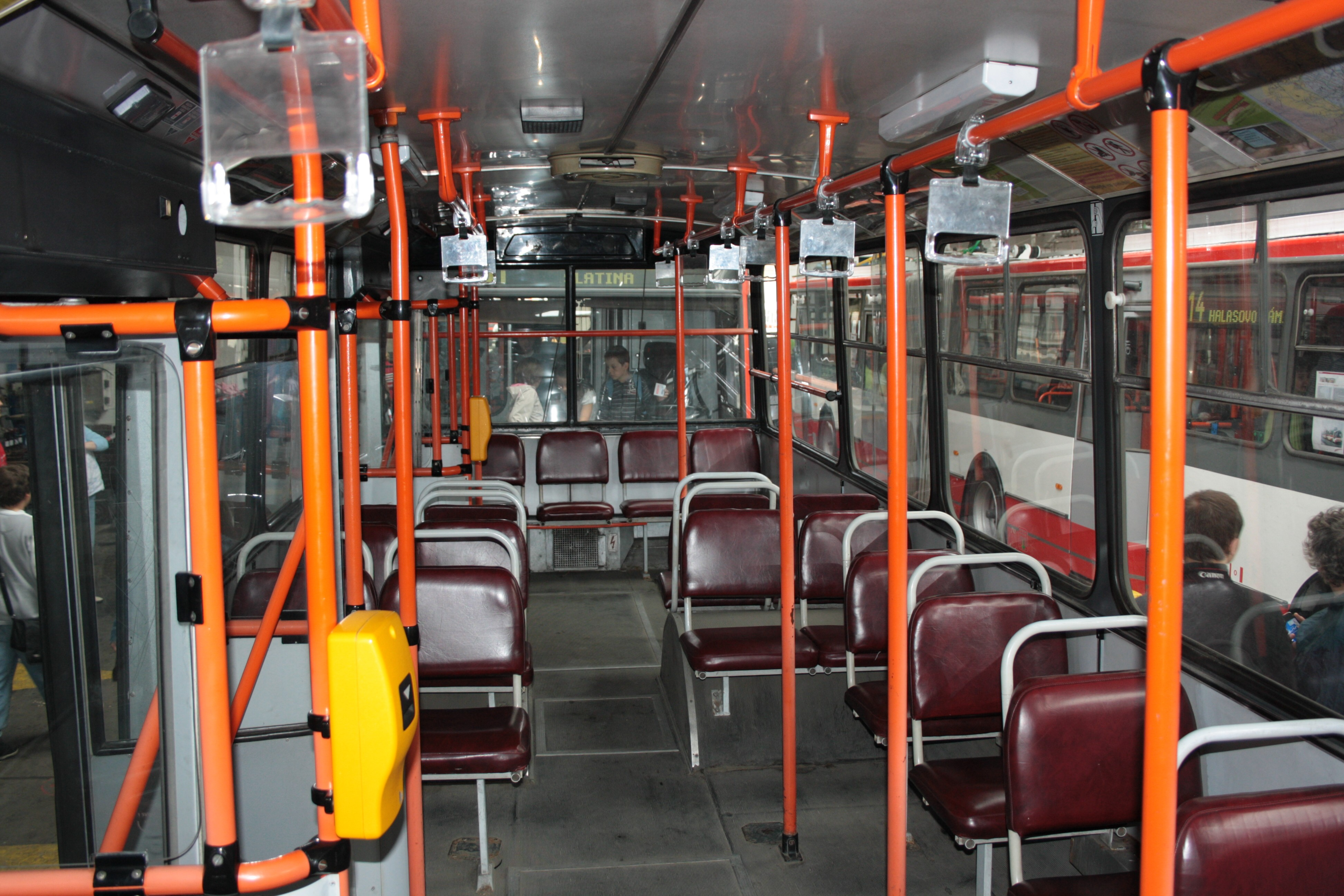
車内（ブルノ）
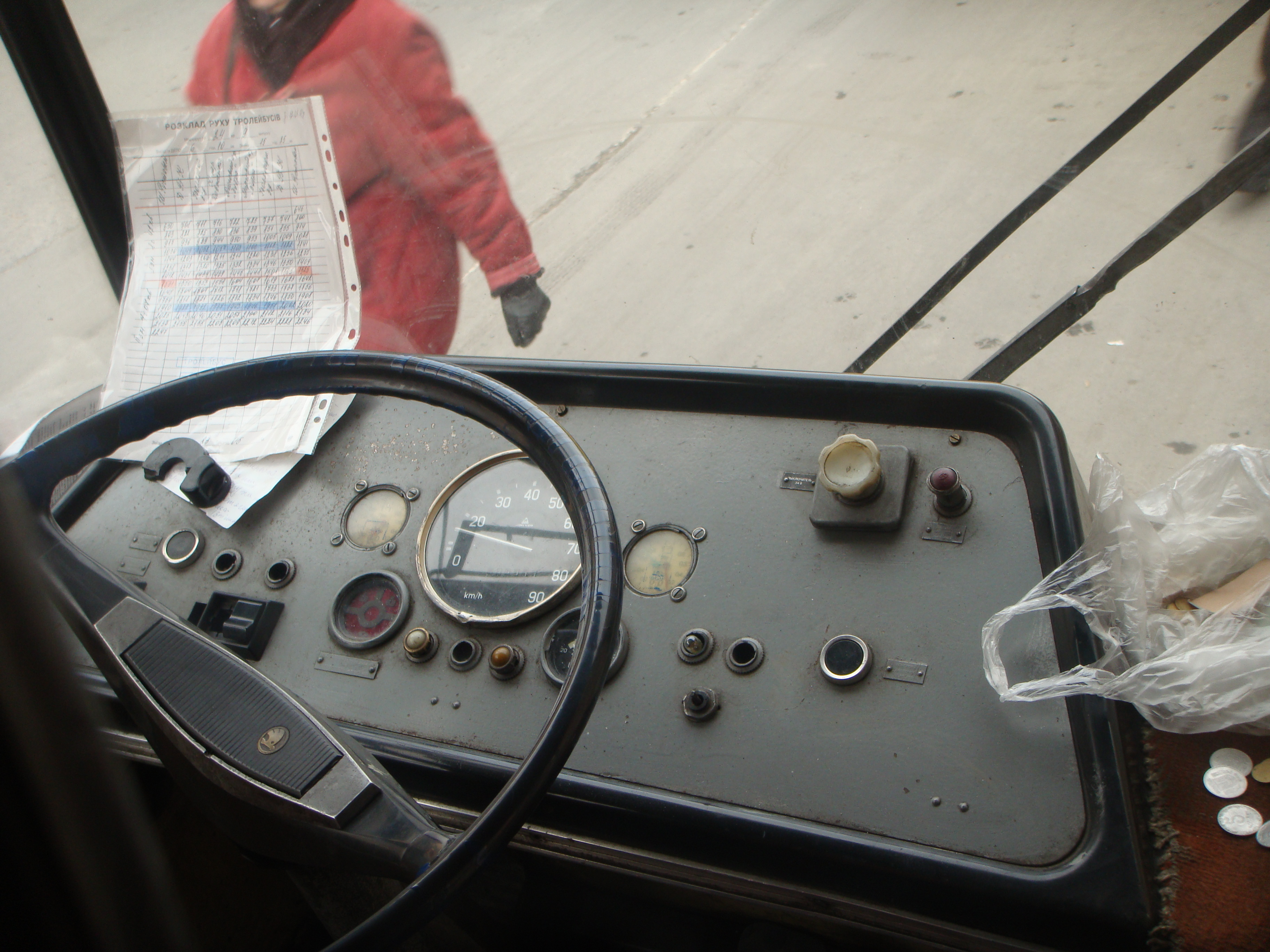
運転台

## 導入都市
1970年代および1980年に製造された一連の試作車を除き、シュコダ14Trは1981年以降1998年までに合計3263両が量産され、チェコスロバキアのみならず世界の各都市へ導入が実施された。ただし、チェコで使用されていた車両については2023年6月のパルドゥビツェ（パルドゥビツェ・トロリーバス）およびブルノ（ブルノ・トロリーバス）での運用を最後に定期運用を終了する事になっている。
以下、シュコダ14Trが導入された都市を記す。国名および都市名は2023年時点のものである他、ウクライナについては自治権が及んでいない都市や地域も含む。
| シュコダ14Tr 導入都市一覧 | シュコダ14Tr 導入都市一覧                                                 | シュコダ14Tr 導入都市一覧 | シュコダ14Tr 導入都市一覧           |
| 導入国                    | 都市                                                                      | 導入車両数                | 備考                                |
| ------------------------- | ------------------------------------------------------------------------- | ------------------------- | ----------------------------------- |
| アルメニア                | エレバン (エレバン・トロリーバス)                                         | 123両                     |                                     |
| アルメニア                | ギュムリ                                                                  | 49両                      |                                     |
| アゼルバイジャン          | バクー (バクー・トロリーバス)                                             | 208両                     |                                     |
| アゼルバイジャン          | ギャンジャ                                                                | 5両                       | [ 9 ]                               |
| ボスニア・ヘルツェゴビナ  | サラエヴォ (サラエヴォ・トロリーバス)                                     | 79両                      |                                     |
| ブルガリア                | ヴァルナ (ヴァルナ・トロリーバス)                                         | 30両                      | [ 10 ]                              |
| ブルガリア                | スリヴェン (スリヴェン・トロリーバス)                                     | 28両                      | [ 11 ]                              |
| ブルガリア                | プロヴディフ (プロヴディフ・トロリーバス)                                 | 24両                      | [ 12 ]                              |
| ブルガリア                | ソフィア (ソフィア・トロリーバス)                                         | 20両                      | [ 13 ]                              |
| チェコ                    | プルゼニ (プルゼニ・トロリーバス)                                         | 115両                     | [ 14 ] [ 15 ]                       |
| チェコ                    | ブルノ (ブルノ・トロリーバス)                                             | 103両                     | [ 16 ]                              |
| チェコ                    | パルドゥビツェ (パルドゥビツェ・トロリーバス)                             | 48両                      | [ 17 ] [ 18 ]                       |
| チェコ                    | ズリーン オトロコヴィツェ (ズリーン/オトロコヴィツェ・トロリーバス)       | 41両                      | [ 19 ] [ 20 ]                       |
| チェコ                    | オストラヴァ (オストラヴァ・トロリーバス)                                 | 39両                      | [ 21 ] [ 22 ]                       |
| チェコ                    | テプリツェ (テプリツェ・トロリーバス)                                     | 38両                      | [ 23 ] [ 24 ]                       |
| チェコ                    | フラデツ・クラーロヴェー (フラデツ・クラーロヴェー・トロリーバス)         | 30両                      | [ 25 ] [ 26 ]                       |
| チェコ                    | イフラヴァ (イフラヴァ・トロリーバス)                                     | 24両                      | [ 27 ] [ 28 ]                       |
| チェコ                    | オパヴァ (オパヴァ・トロリーバス)                                         | 24両                      | [ 29 ] [ 30 ]                       |
| チェコ                    | マリアーンスケー・ラーズニェ (マリアーンスケー・ラーズニェ・トロリーバス) | 20両                      | 3両は試作車(1972,74,80製)           |
| チェコ                    | ウースチー・ナド・ラベム (ウースチー・ナド・ラベム・トロリーバス)         | 5両                       | [ 33 ] [ 34 ]                       |
| チェコ                    | シュコダ・オストロフ工場                                                  | 3両                       | 試作車 営業運転には使用されなかった |
| 中国                      | 北京 (北京トロリーバス)                                                   | 1両                       |                                     |
| 中国                      | 瀋陽                                                                      | 1両                       |                                     |
| エストニア                | タリン (タリン・トロリーバス)                                             | 99両                      |                                     |
| ジョージア                | トビリシ (トビリシ・トロリーバス)                                         | 226両                     |                                     |
| ジョージア                | ゴリ                                                                      | 3両                       |                                     |
| ジョージア                | バトゥミ                                                                  | 2両                       |                                     |
| ジョージア                | クタイシ                                                                  | 2両                       |                                     |
| ジョージア                | オズルゲティ                                                              | 2両                       |                                     |
| ジョージア                | ポティ                                                                    | 2両                       |                                     |
| ジョージア                | サムトレディア                                                            | 2両                       |                                     |
| ジョージア                | スフミ (スフミ・トロリーバス)                                             | 2両                       |                                     |
| ジョージア                | ルスタヴィ                                                                | 1両                       |                                     |
| ジョージア                | ズグディディ                                                              | 1両                       |                                     |
| カザフスタン              | アルマトイ                                                                | 12両                      | [ 35 ]                              |
| リトアニア                | ヴィリニュス (ヴィリニュス・トロリーバス)                                 | 228両                     |                                     |
| リトアニア                | カウナス (カウナス・トロリーバス)                                         | 125両                     |                                     |
| ラトビア                  | リガ (リガ・トロリーバス)                                                 | 254両                     | [ 36 ]                              |
| ハンガリー                | セゲド                                                                    | 1両                       |                                     |
| モルドバ                  | キシナウ                                                                  | 9両                       |                                     |
| ドイツ                    | ヴァイマル                                                                | 12両                      |                                     |
| ドイツ                    | ポツダム (ポツダム・トロリーバス)                                         | 5両                       |                                     |
| ドイツ                    | エーベルスヴァルデ (エーベルスヴァルデ・トロリーバス)                     | 3両                       |                                     |
| ロシア連邦                | ヴォログダ                                                                | 6両                       |                                     |
| スロバキア                | ブラチスラヴァ (ブラチスラヴァ・トロリーバス)                             | 115両                     | [ 3 ]                               |
| スロバキア                | プレショフ (プレショフ・トロリーバス)                                     | 39両                      | [ 37 ]                              |
| スロバキア                | バンスカー・ビストリツァ (バンスカー・ビストリツァ・トロリーバス)         | 7両                       | 1両は直流750V用の試作車             |
| スロバキア                | ジリナ (ジリナ・トロリーバス)                                             | 15両                      | [ 39 ]                              |
| ウクライナ                | キーウ                                                                    | 354両                     |                                     |
| ウクライナ                | クリミア (クリミア・トロリーバス)                                         | 160両                     |                                     |
| ウクライナ                | チェルニウツィー                                                          | 102両                     |                                     |
| ウクライナ                | リヴィウ                                                                  | 91両                      |                                     |
| ウクライナ                | マリウポリ                                                                | 91両                      |                                     |
| ウクライナ                | ルハーンシク                                                              | 55両                      |                                     |
| ウクライナ                | イヴァーノ＝フランキーウシク                                              | 31両                      |                                     |
| ウクライナ                | テルノーピリ                                                              | 31両                      |                                     |
| ウクライナ                | リウネ                                                                    | 15両                      |                                     |
| ウクライナ                | ドネツィク                                                                | 5両                       |                                     |
| ウズベキスタン            | タシュケント (タシュケント・トロリーバス)                                 | 145両                     |                                     |
| ウズベキスタン            | ウルゲンチ (ウルゲンチ・トロリーバス)                                     | 6両                       | [ 40 ]                              |

## ギャラリー

### チェコ

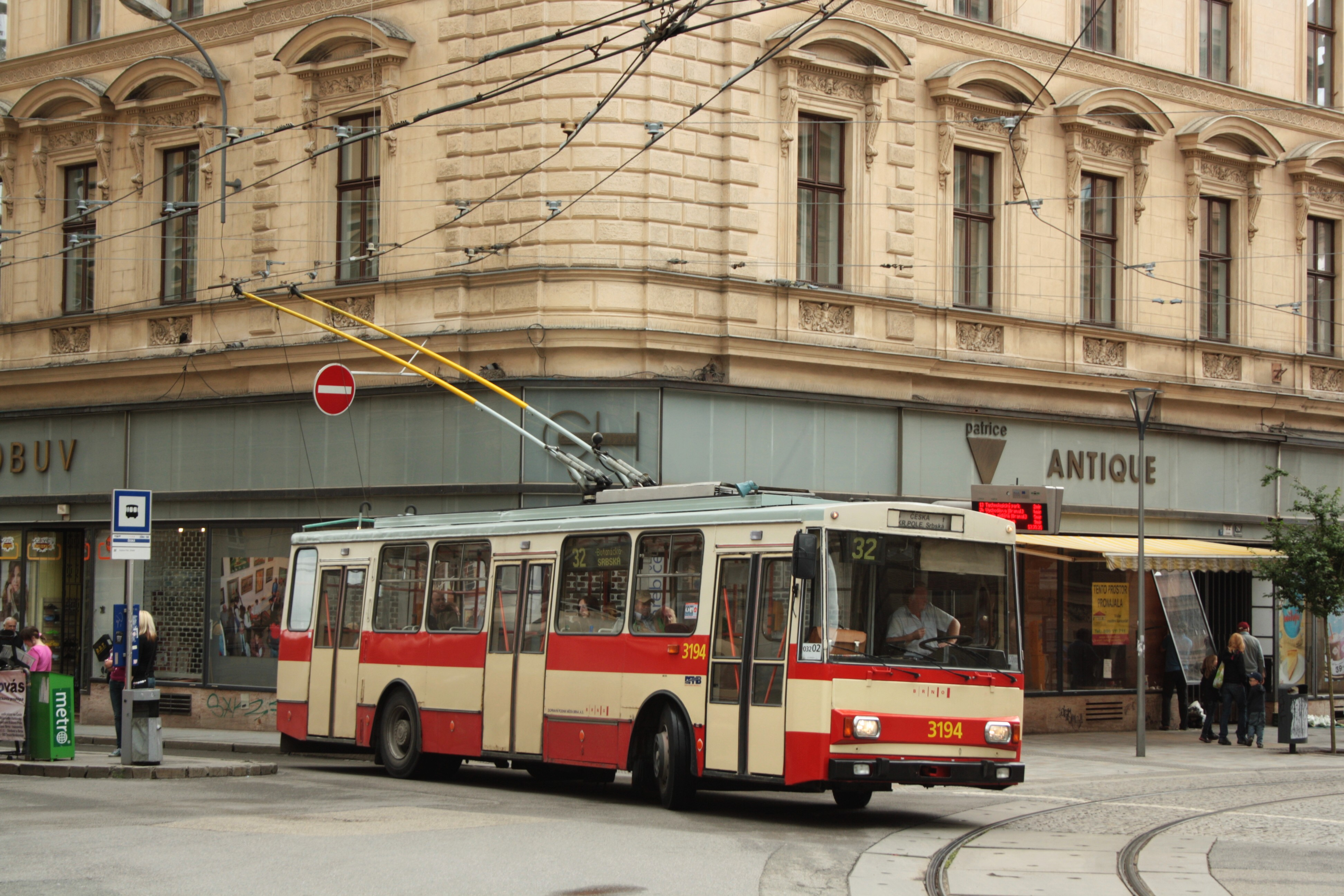
ブルノ
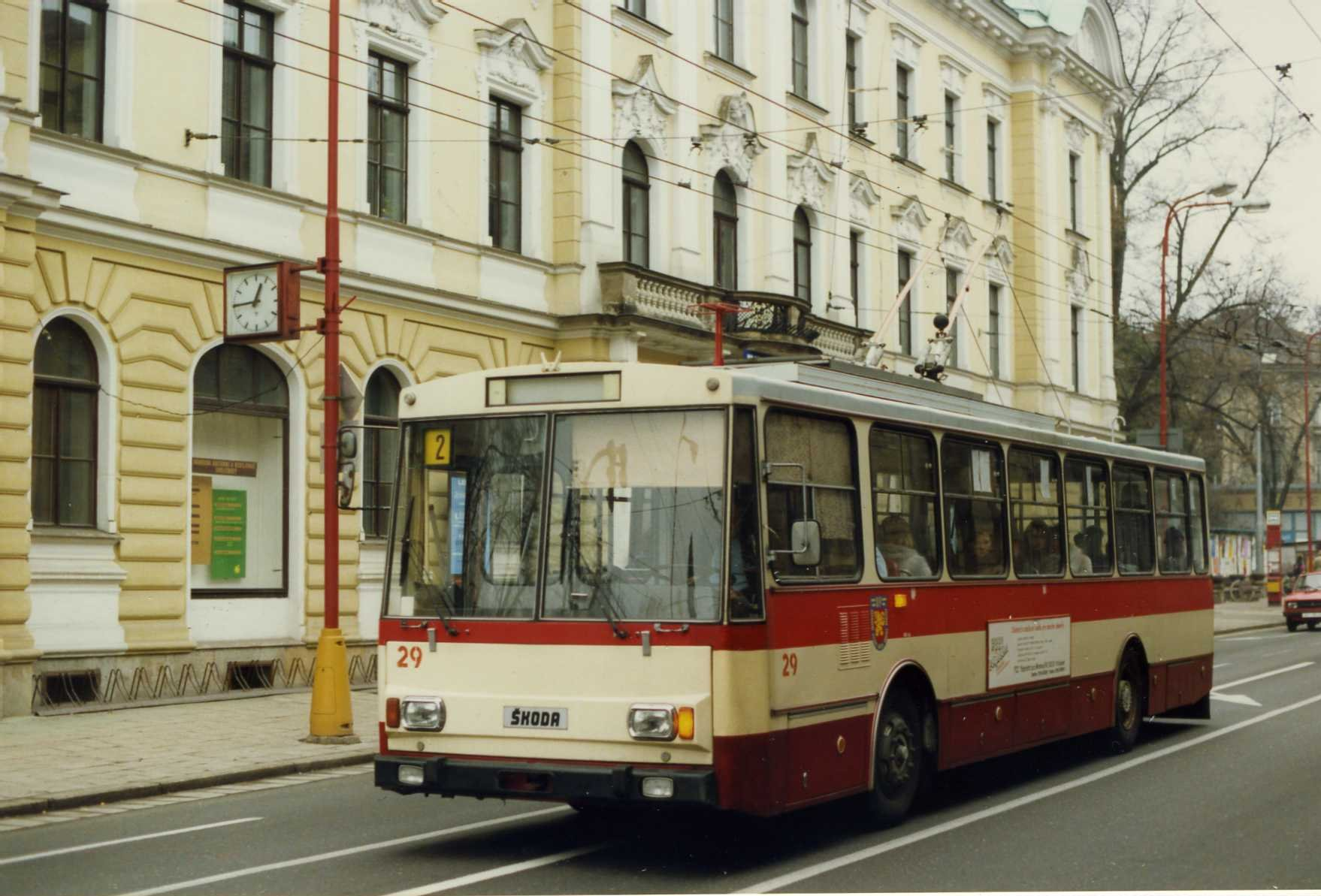
フラデツ・クラーロヴェー
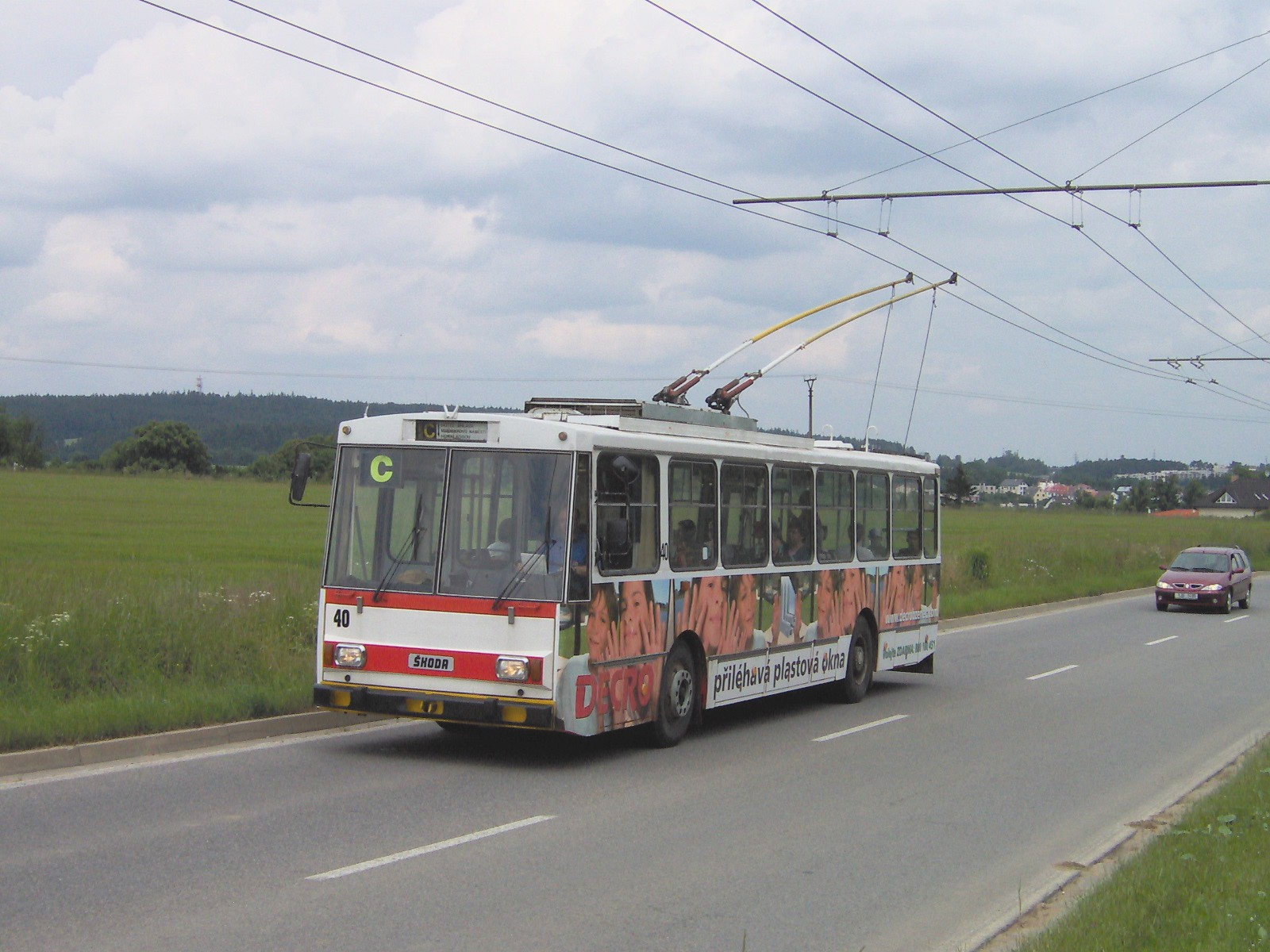
イフラヴァ
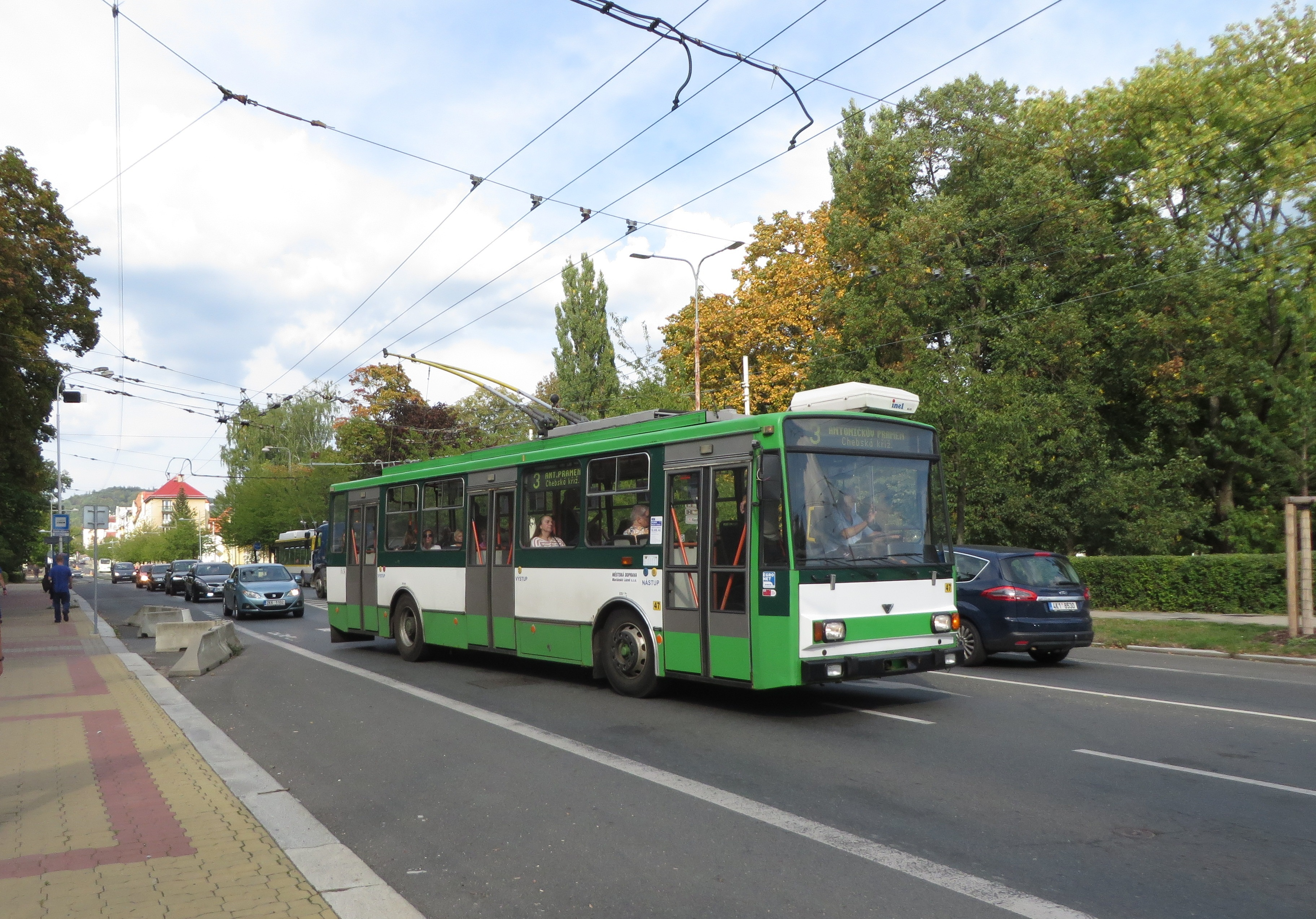
マリアーンスケー・ラーズニェ
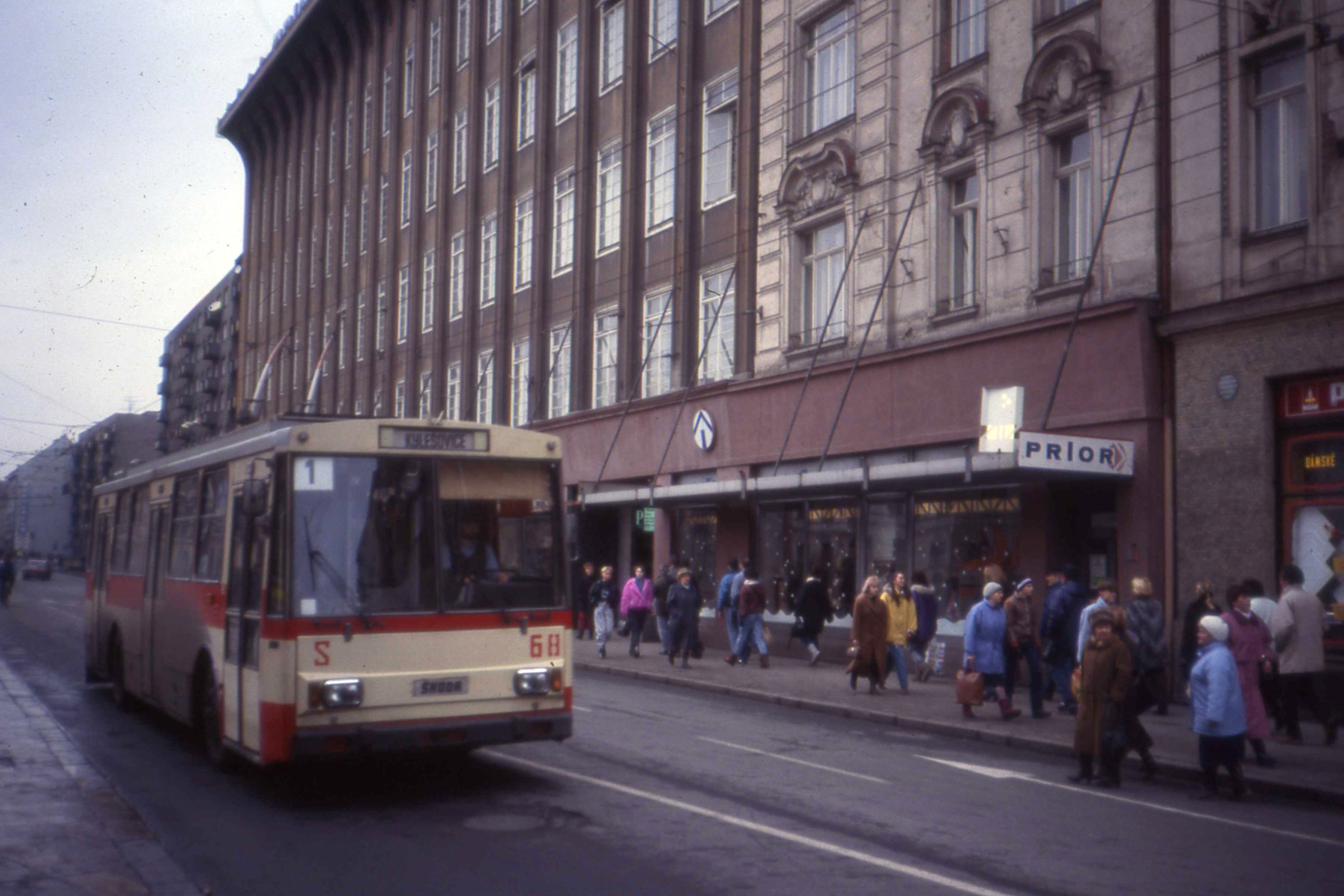
オパヴァ
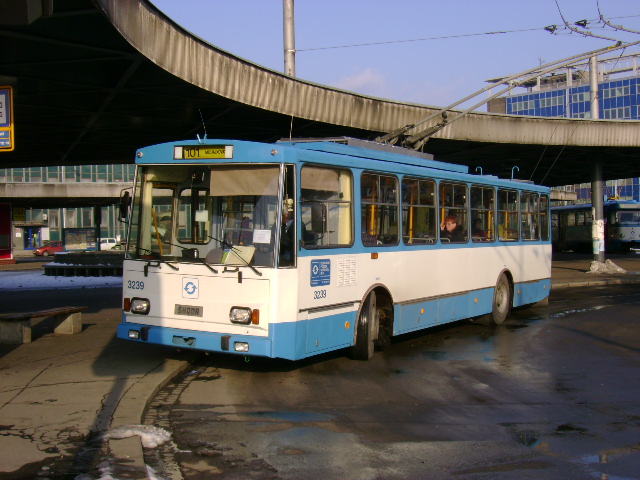
オストラヴァ
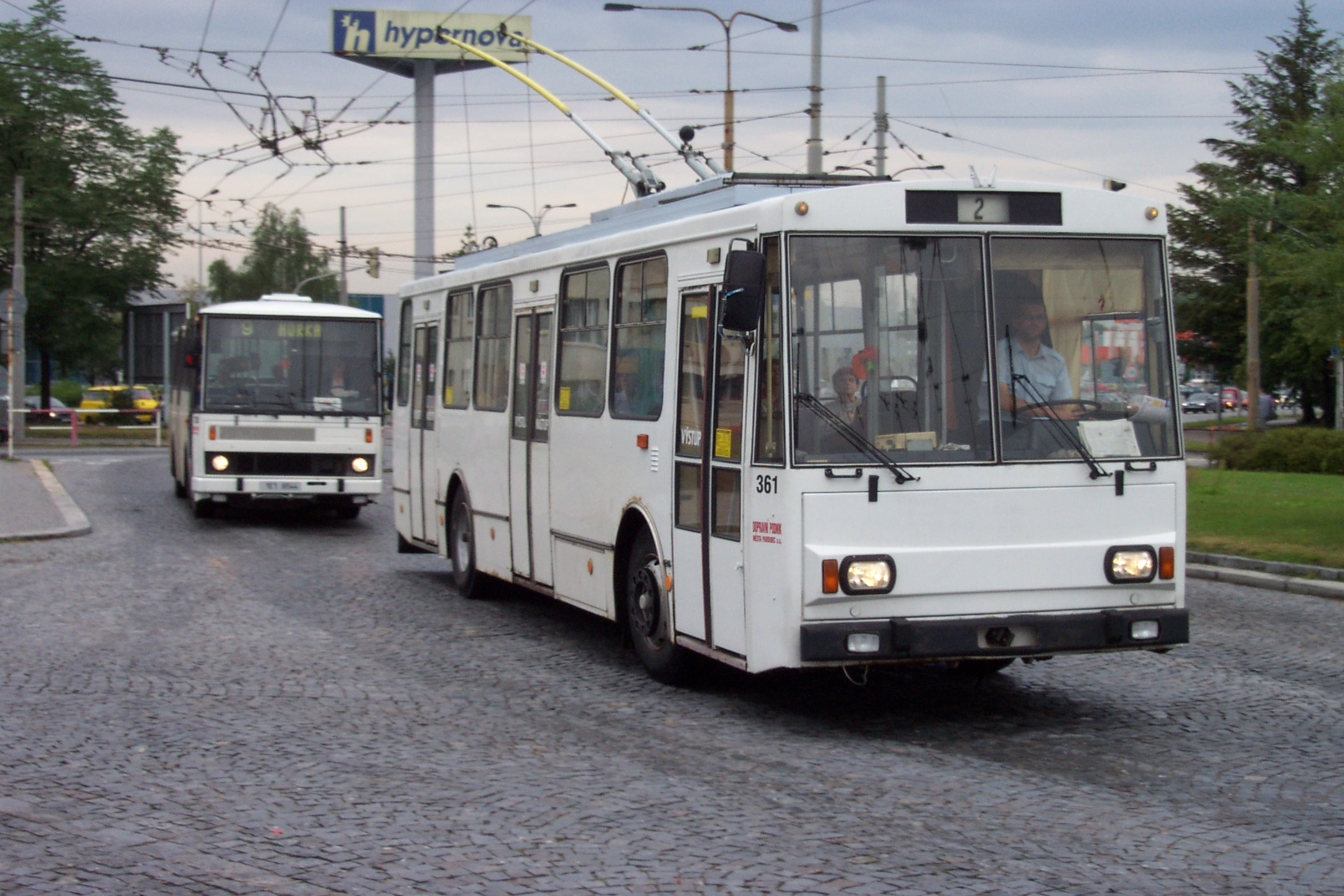
パルドゥビツェ
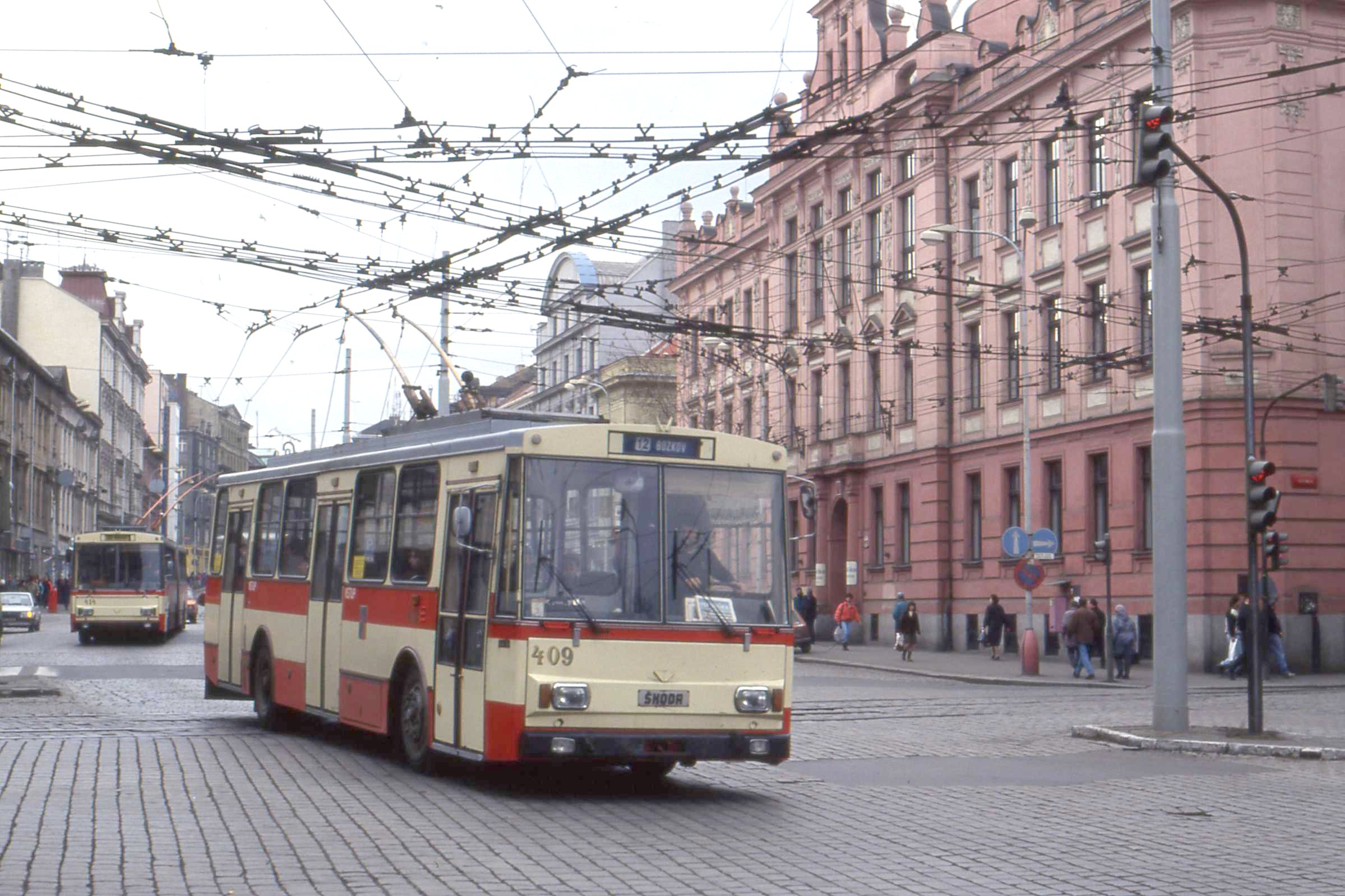
プルゼニ
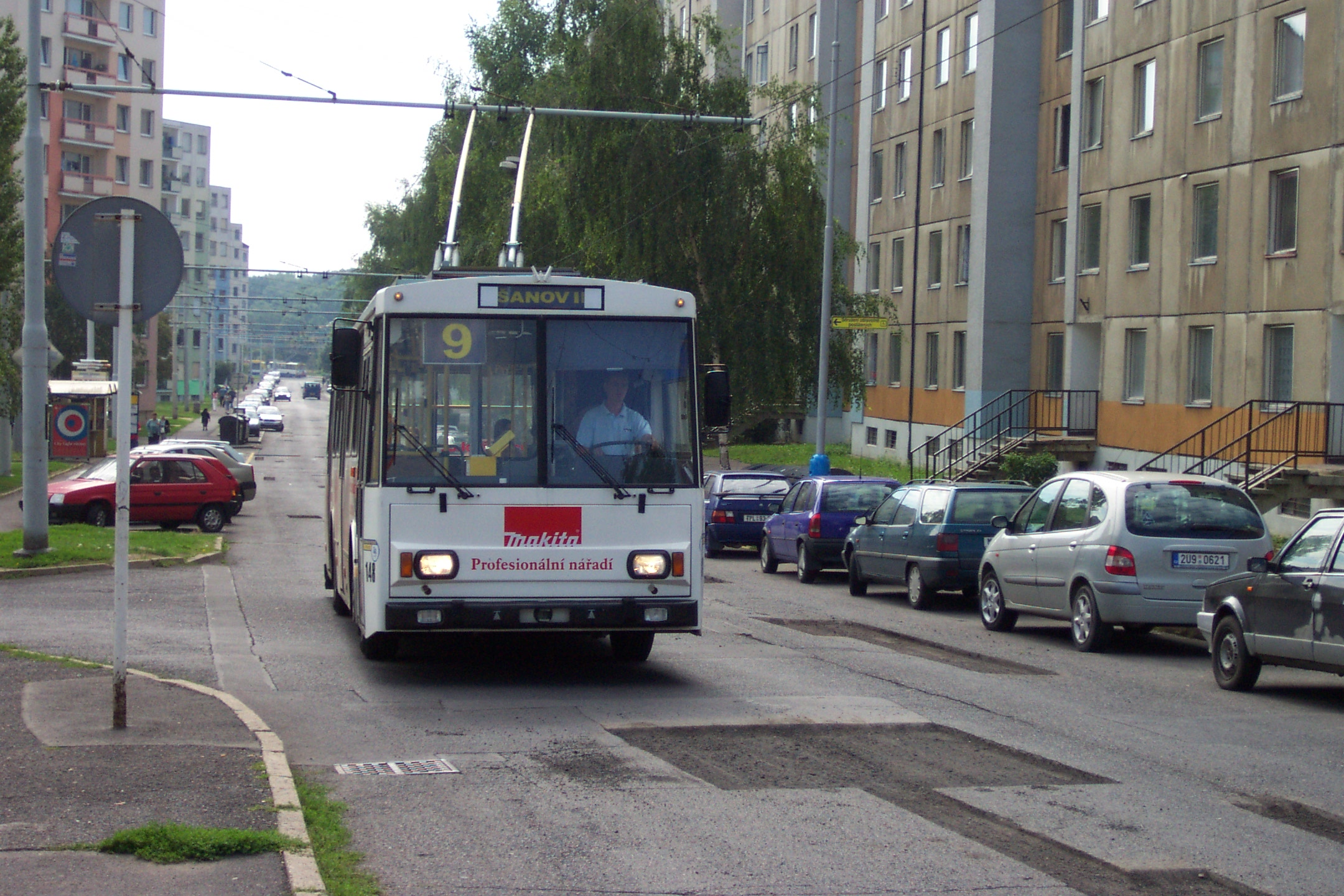
テプリツェ
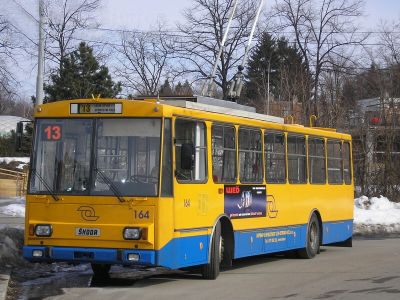
ズリーン
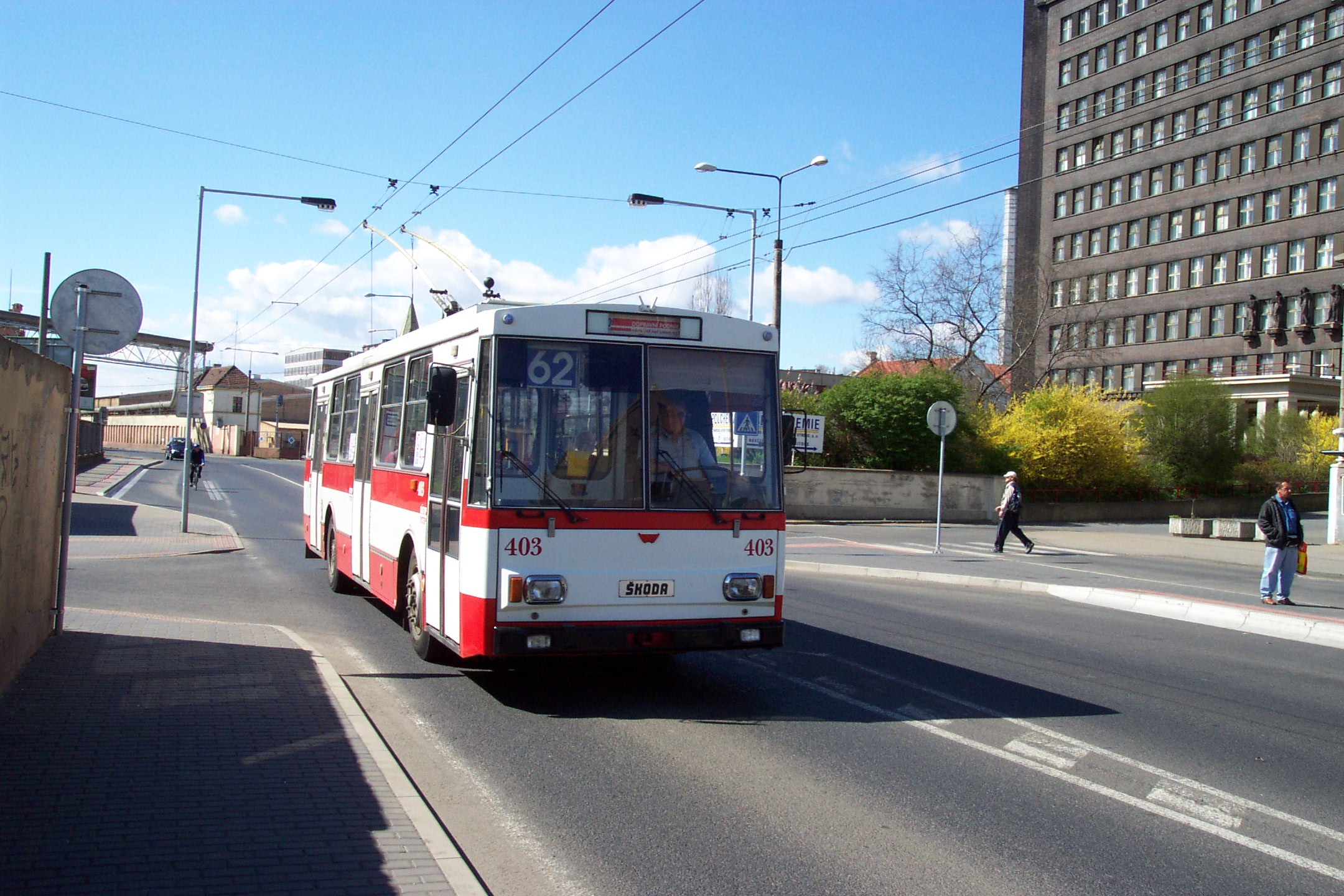
ウースチー・ナド・ラベム

### スロバキア

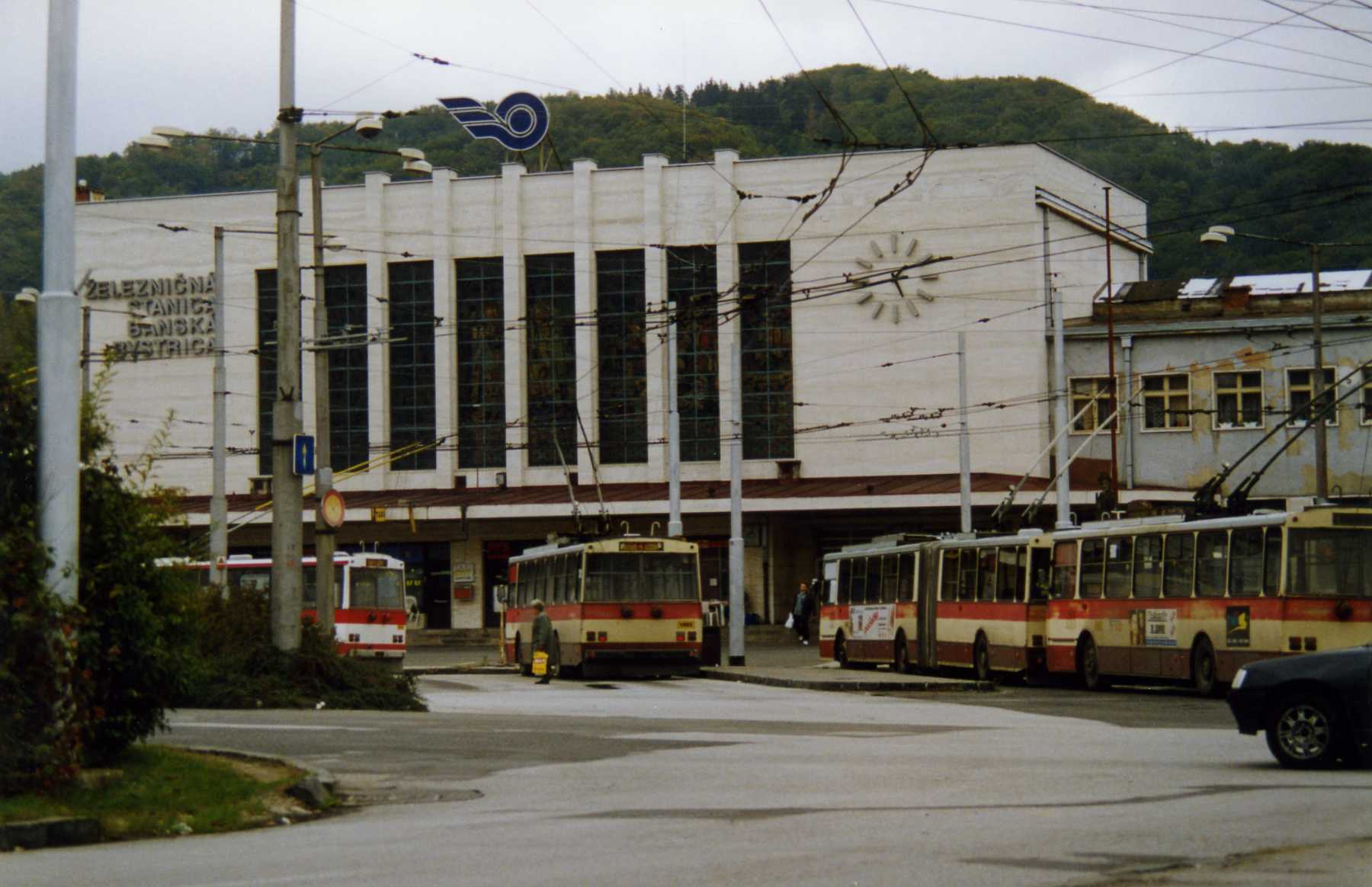
バンスカー・ビストリツァ
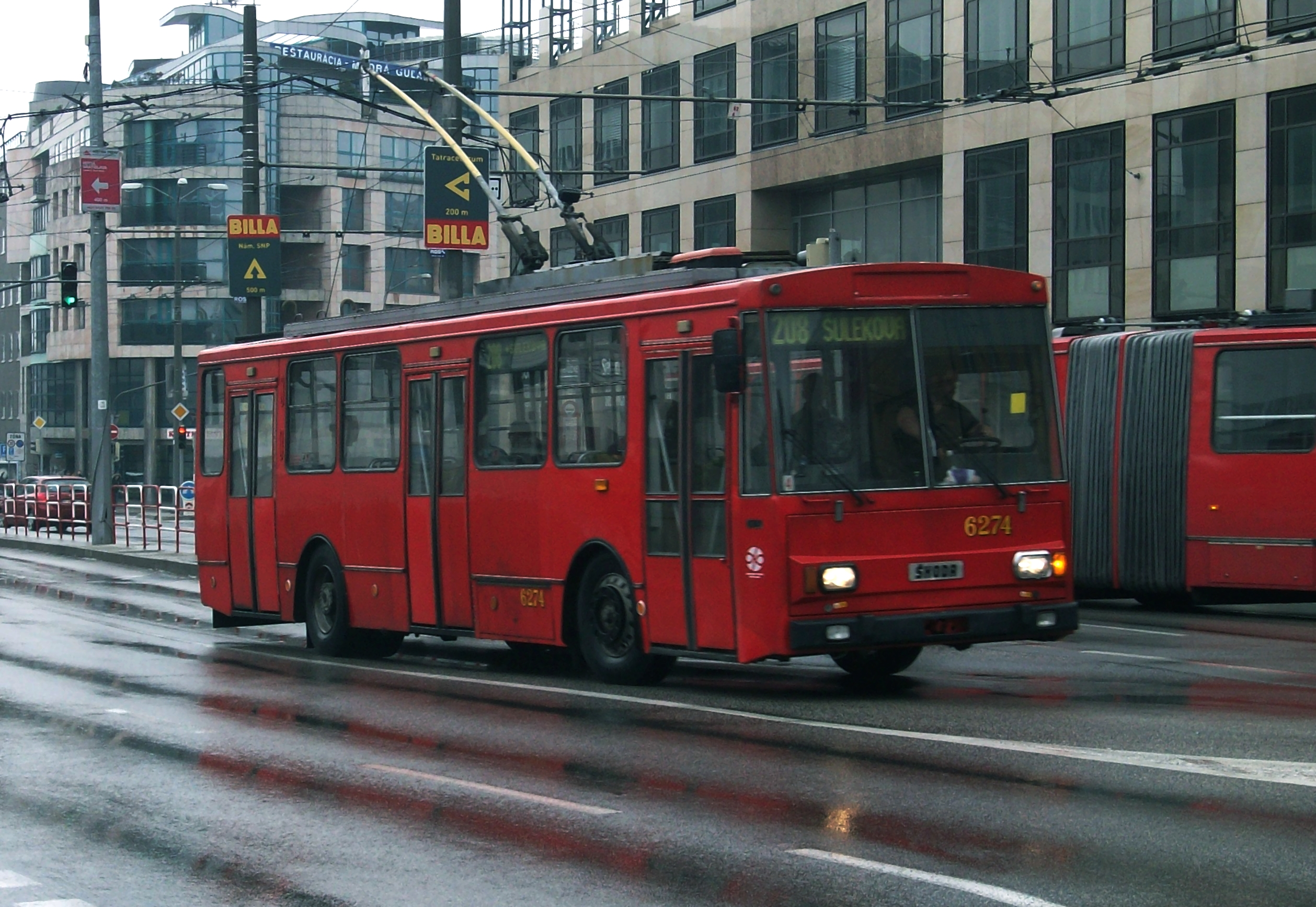
ブラチスラヴァ
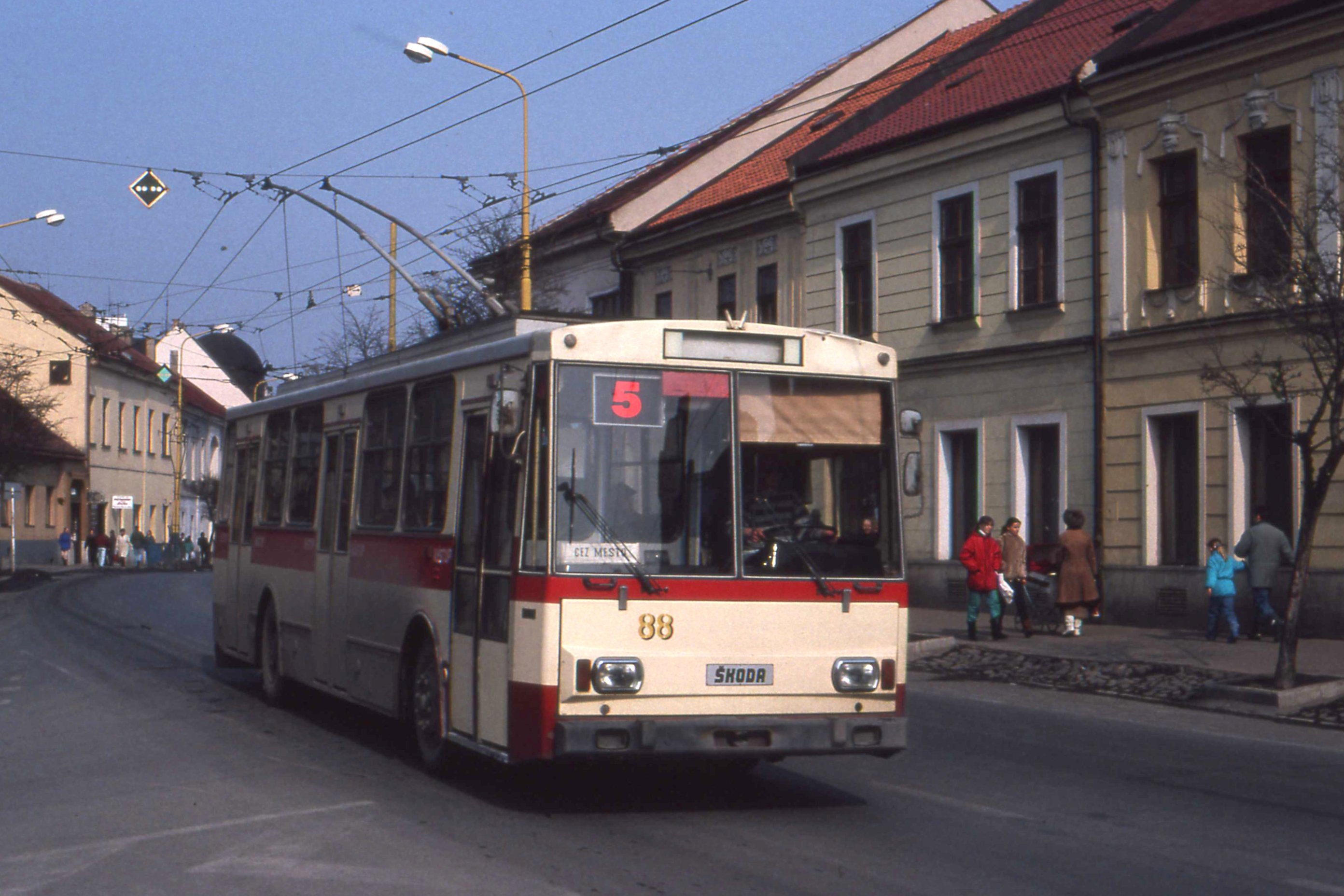
プレショフ
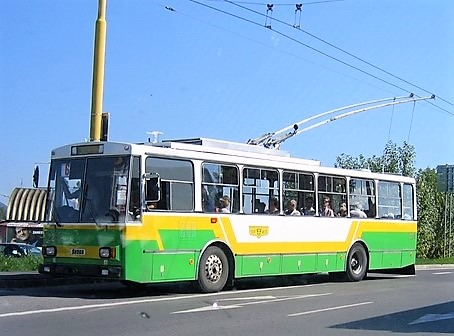
ジリナ

### ウクライナ

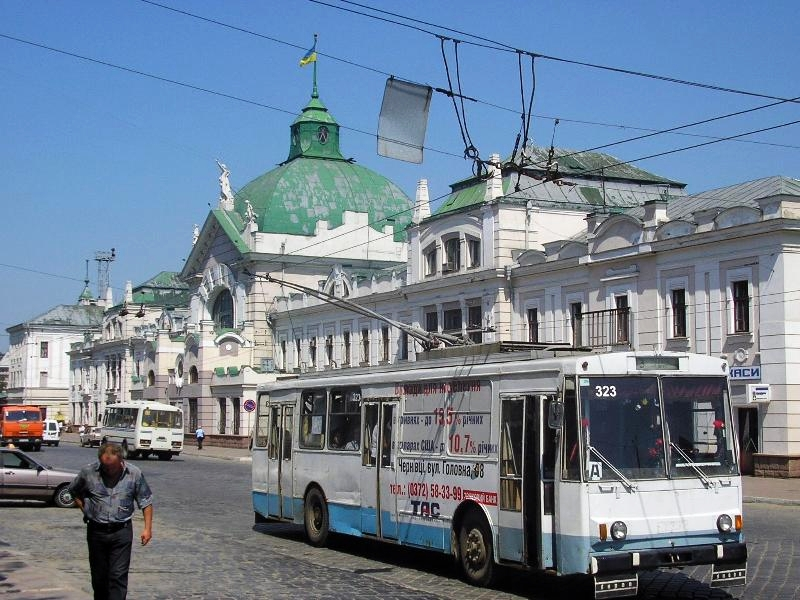
チェルニウツィー
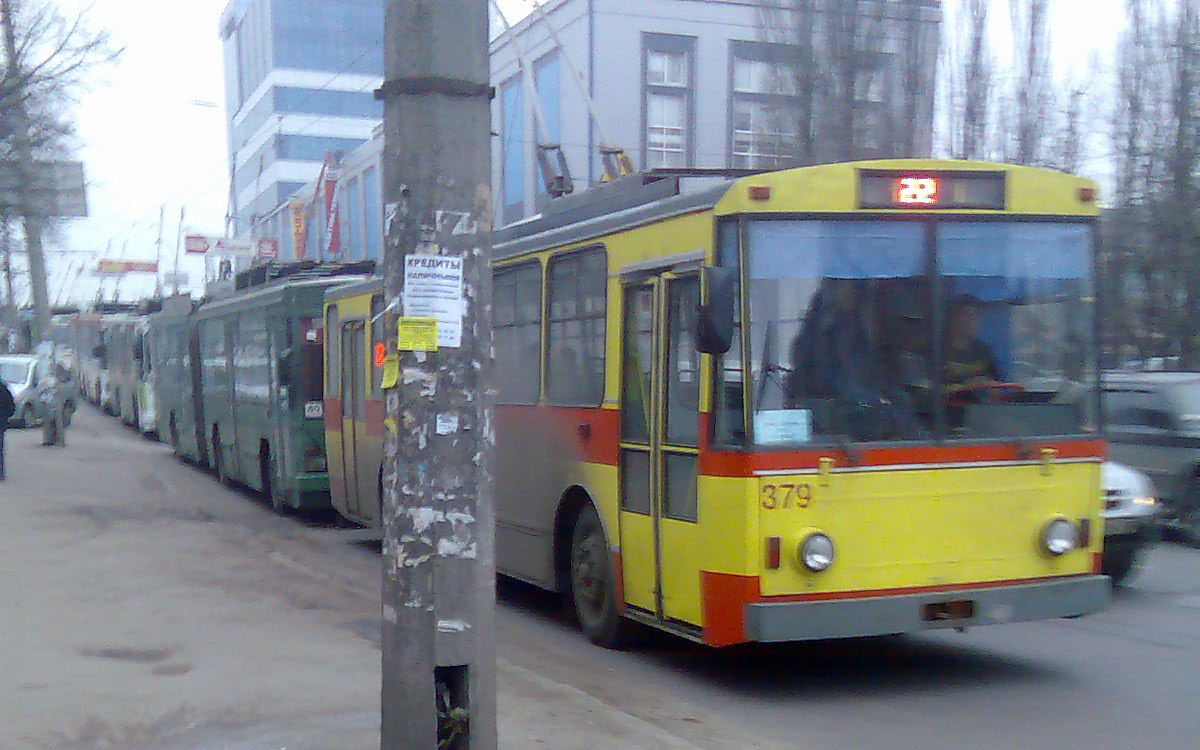
キエフ
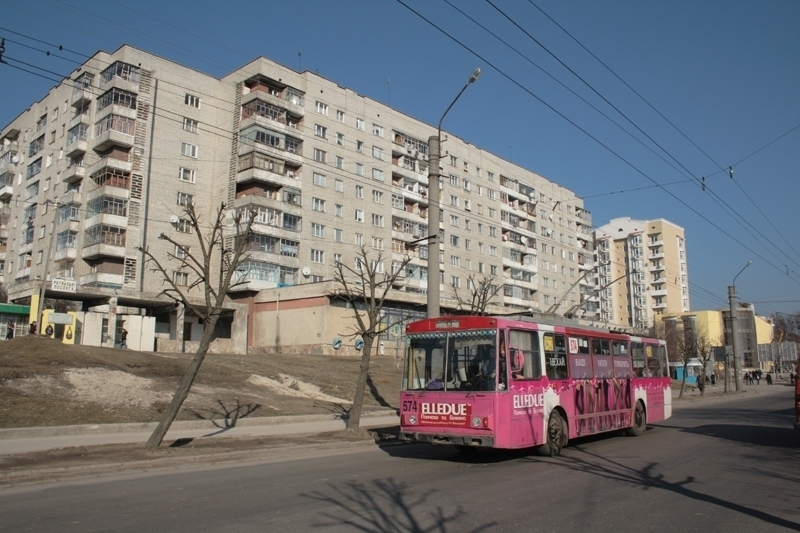
リヴィウ
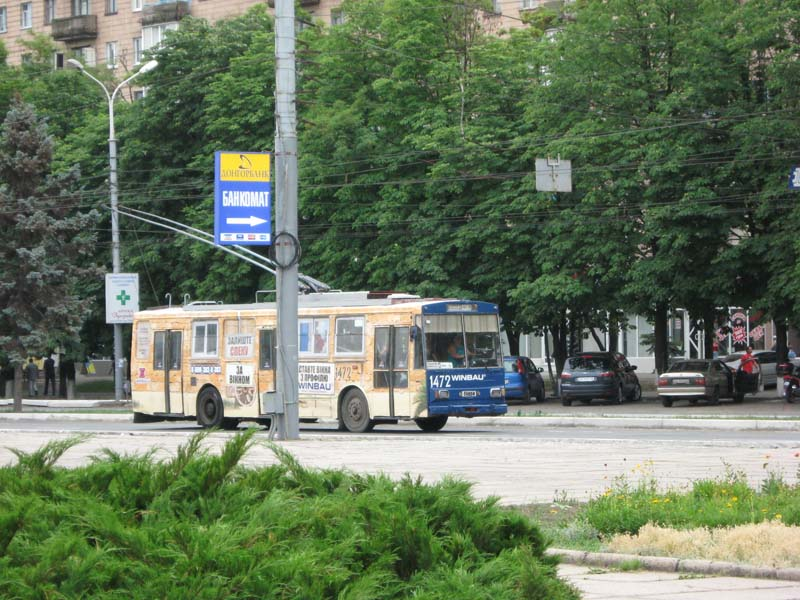
マリウポリ
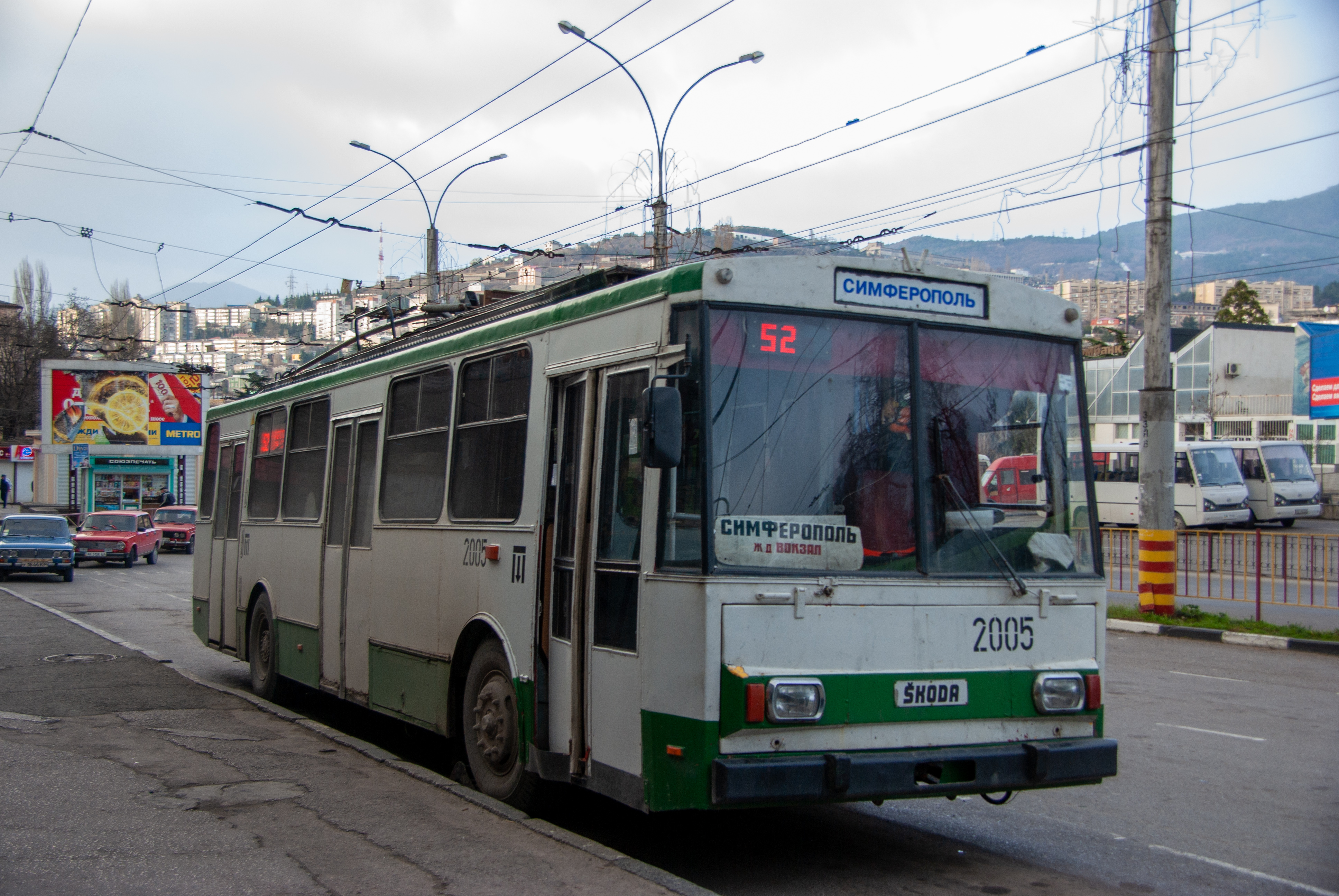
クリミア
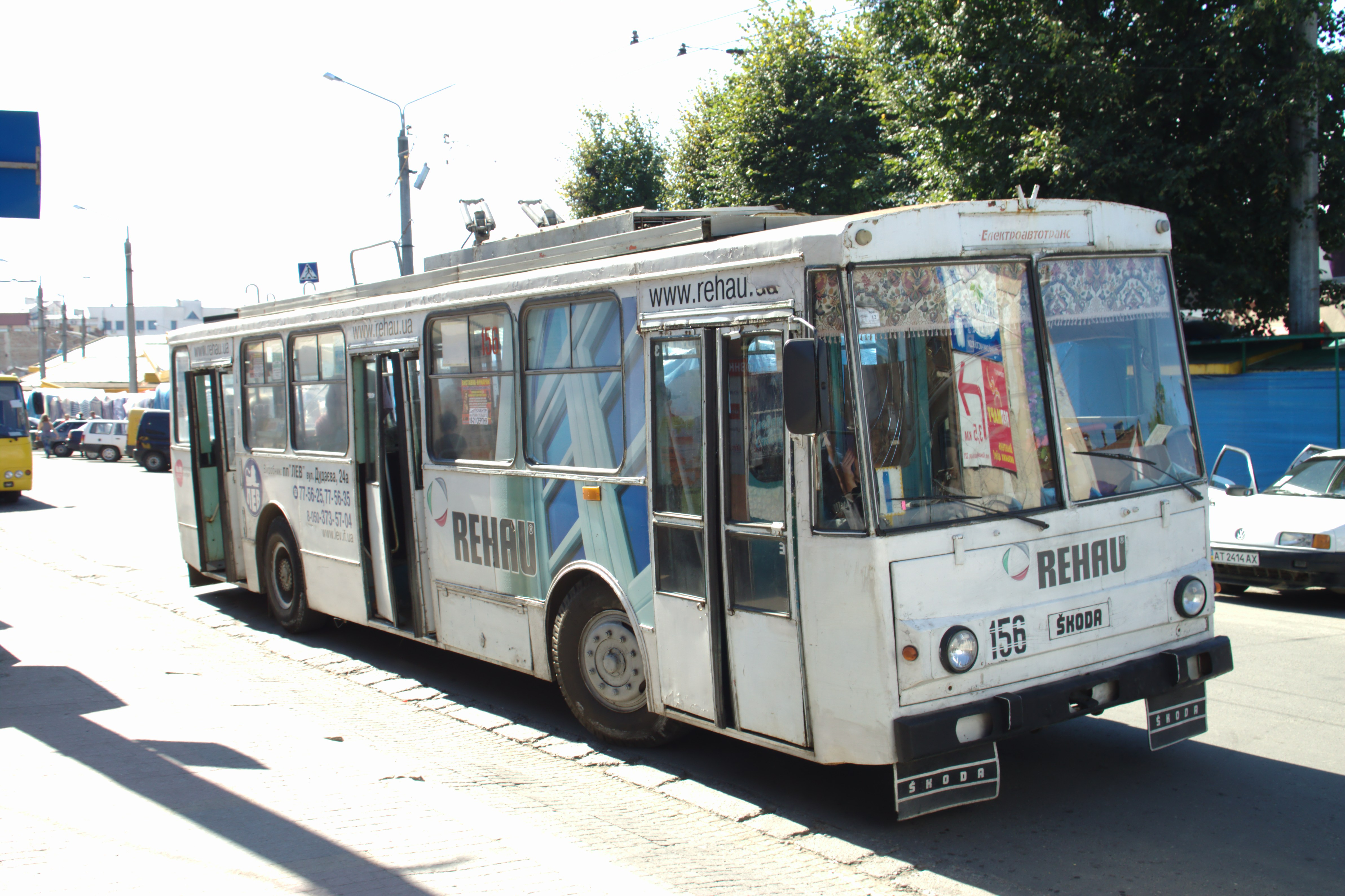
イヴァーノ＝フランキーウシク
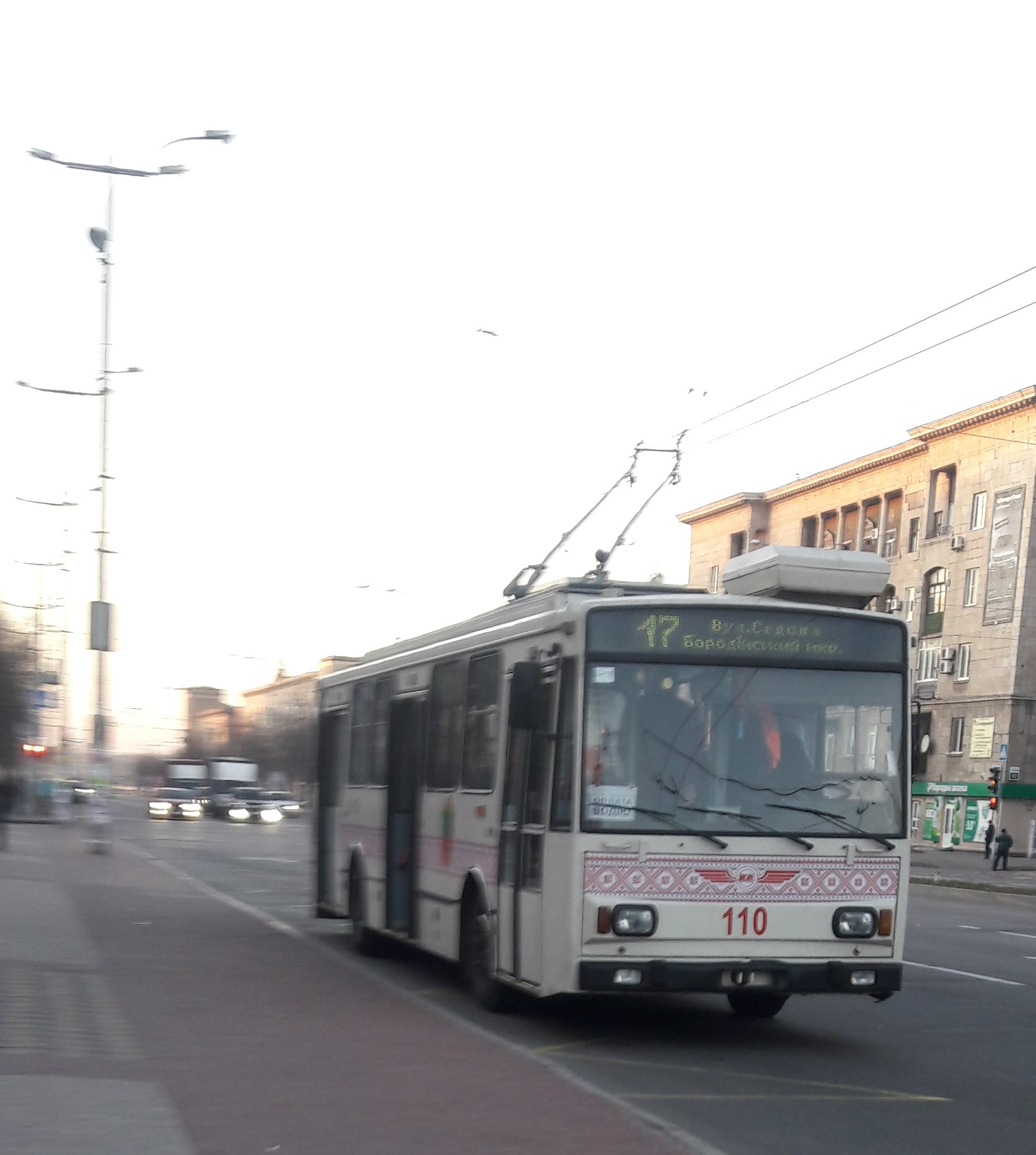
ザポリージャ

### ドイツ

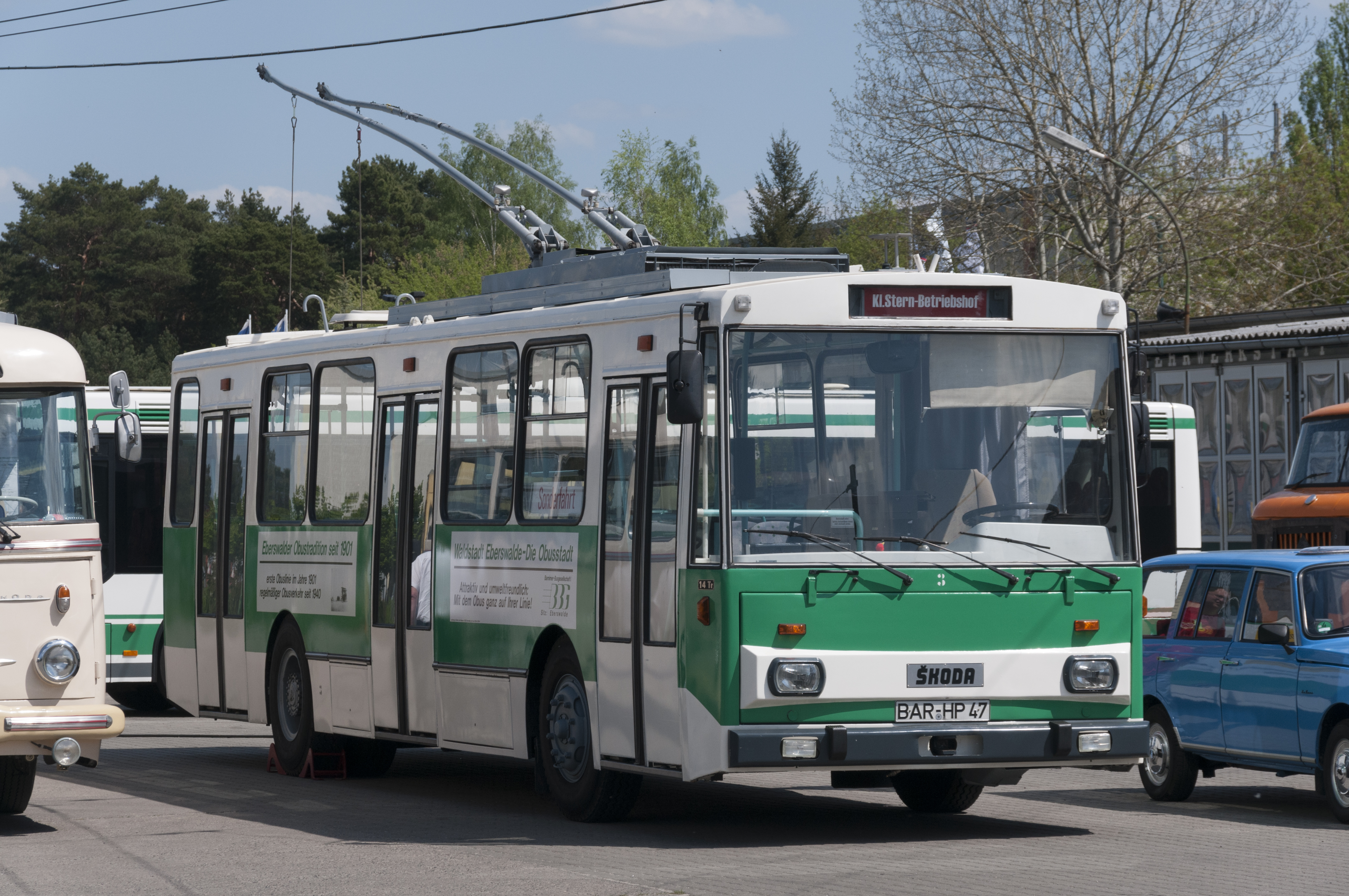
エーベルスヴァルデ
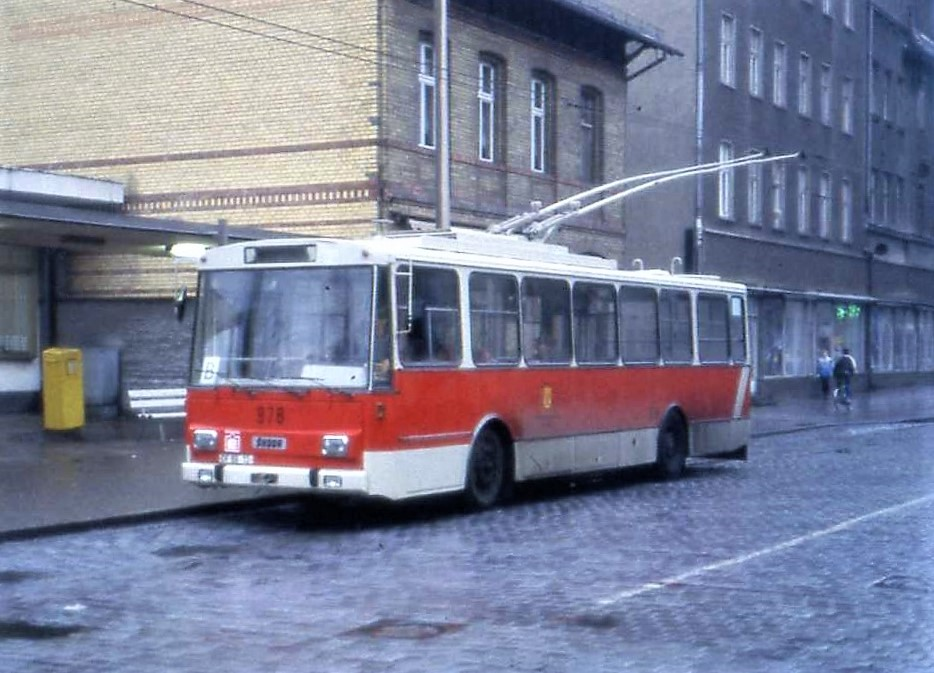
ポツダム
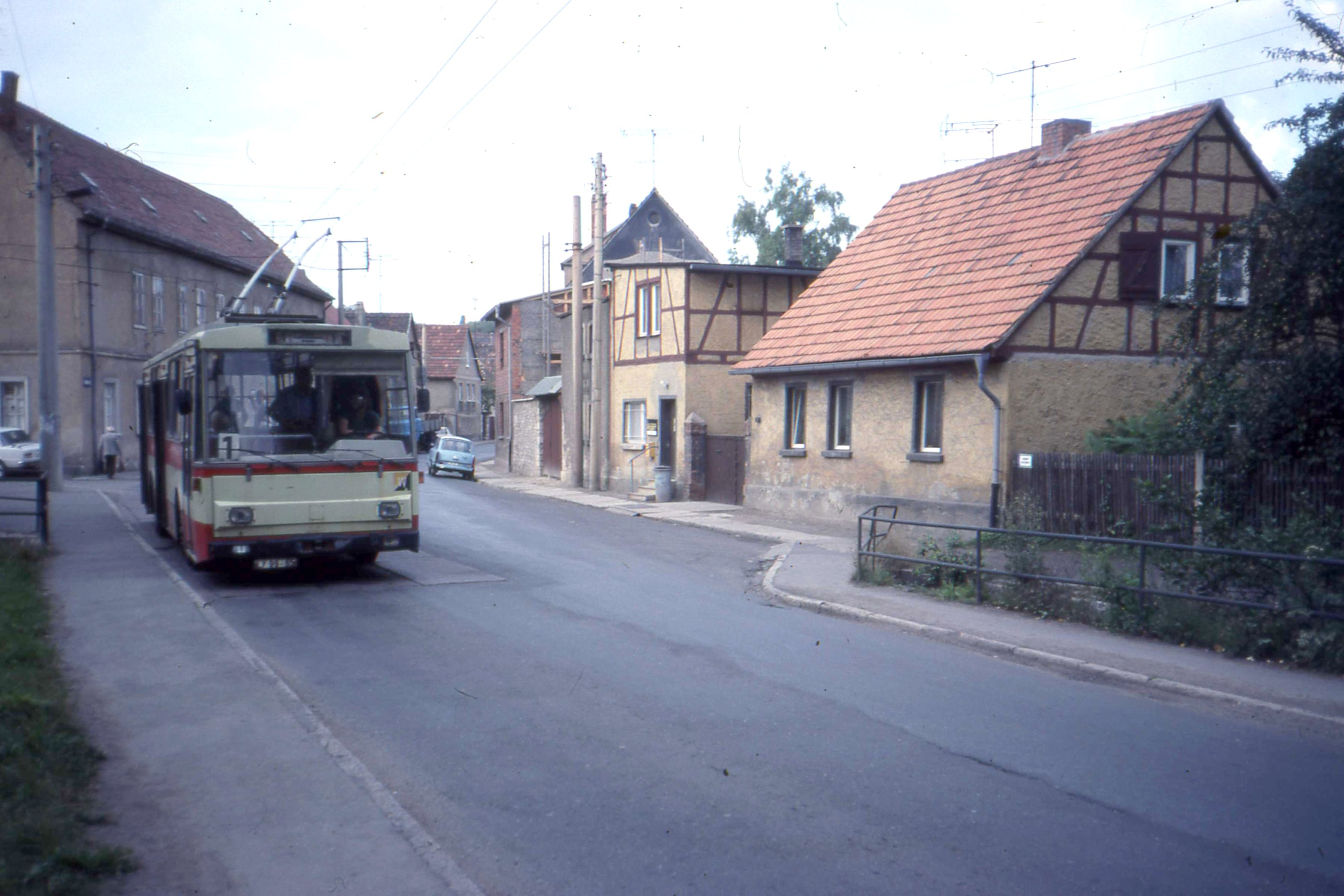
ヴァイマル

### その他

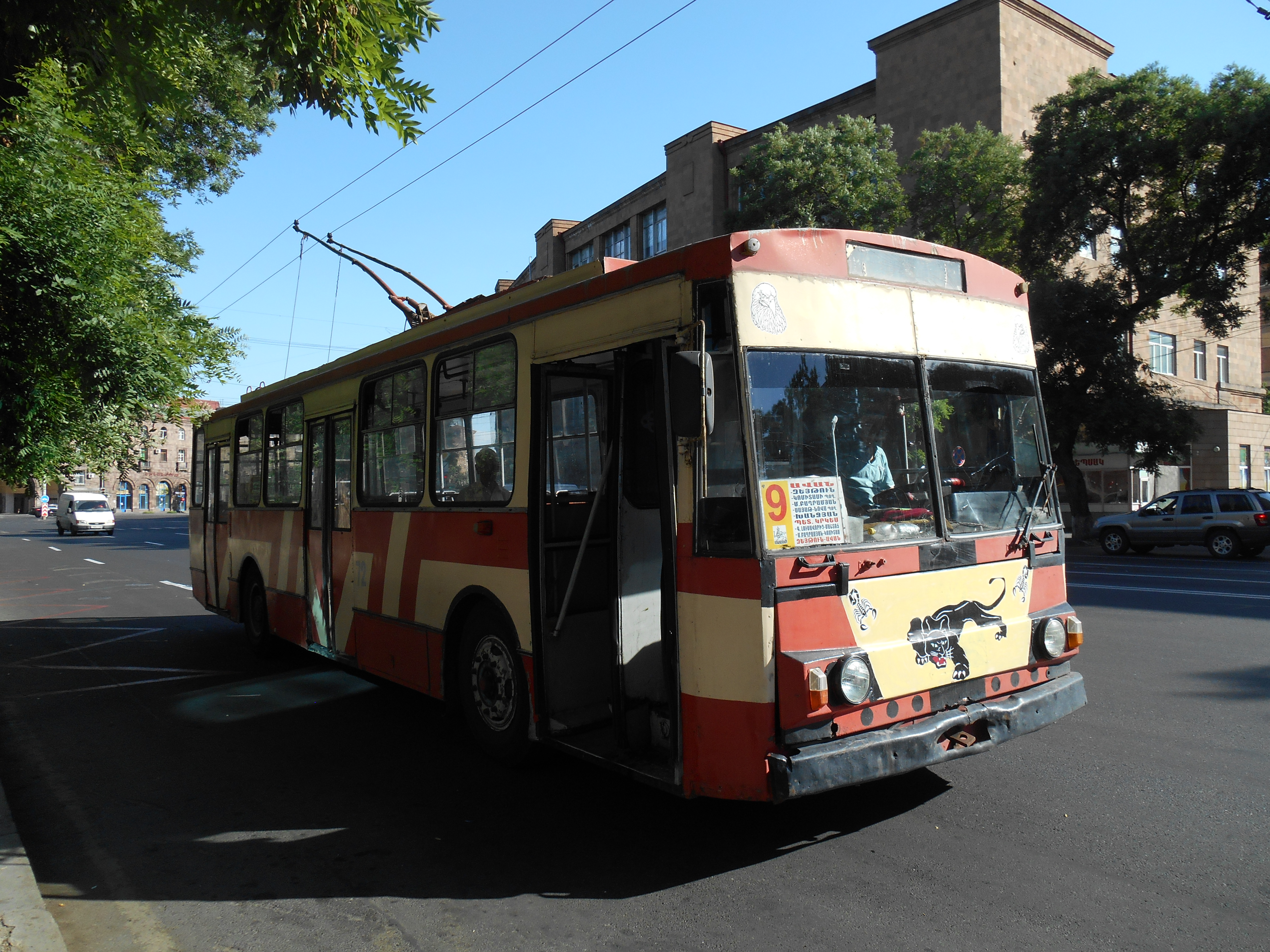
アルメニア：エレバン
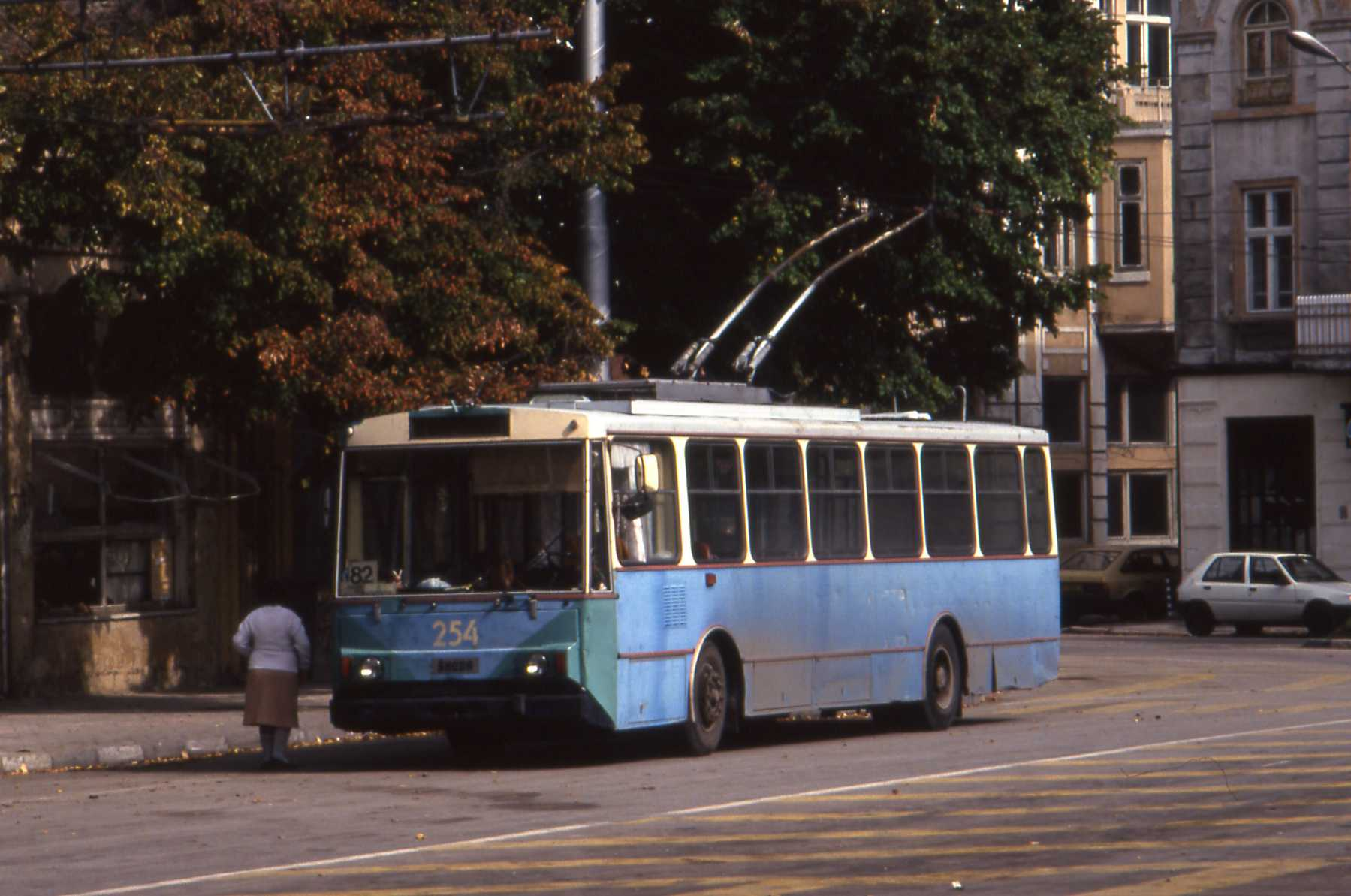
ブルガリア：ヴァルナ
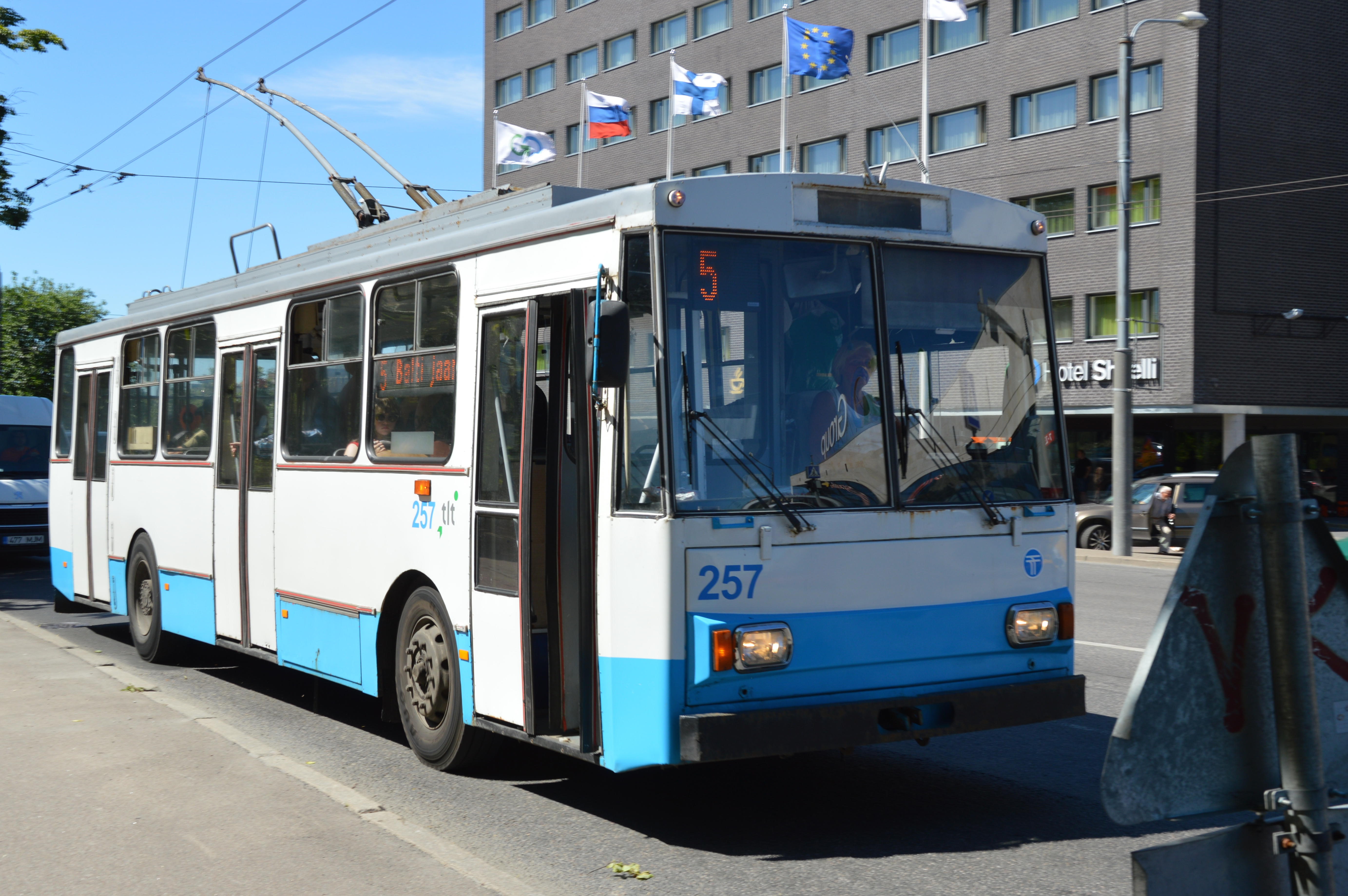
エストニア：タリン
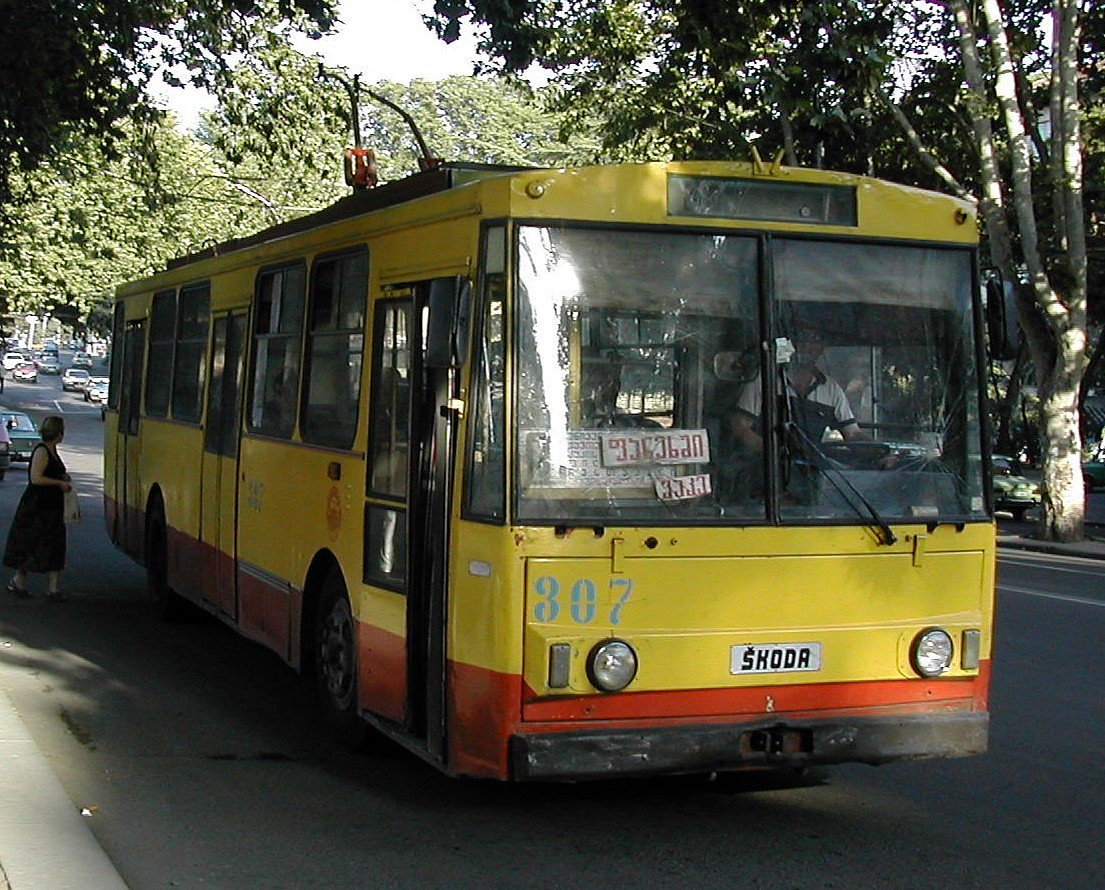
ジョージア：トビリシ
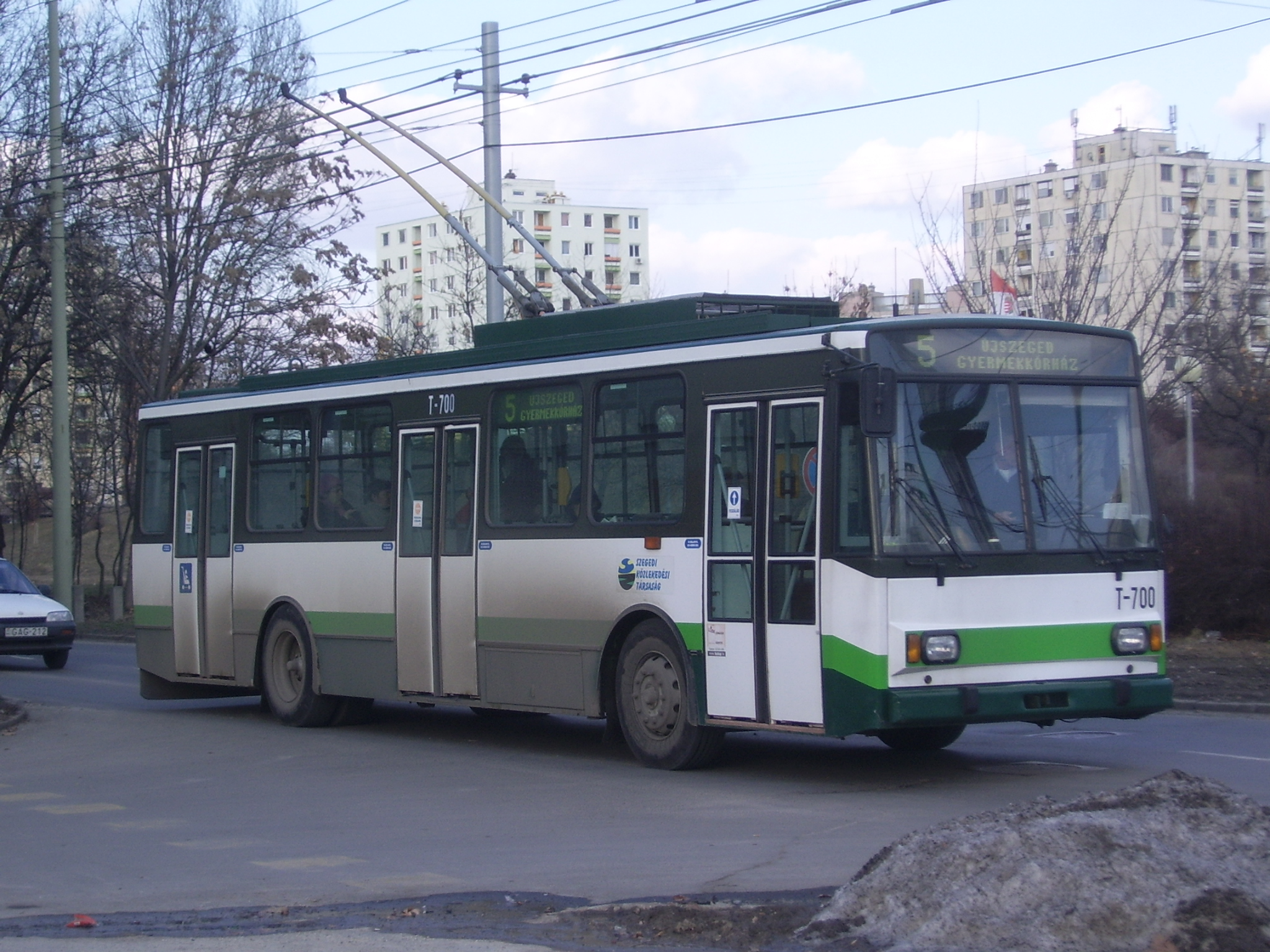
ハンガリー：セゲド
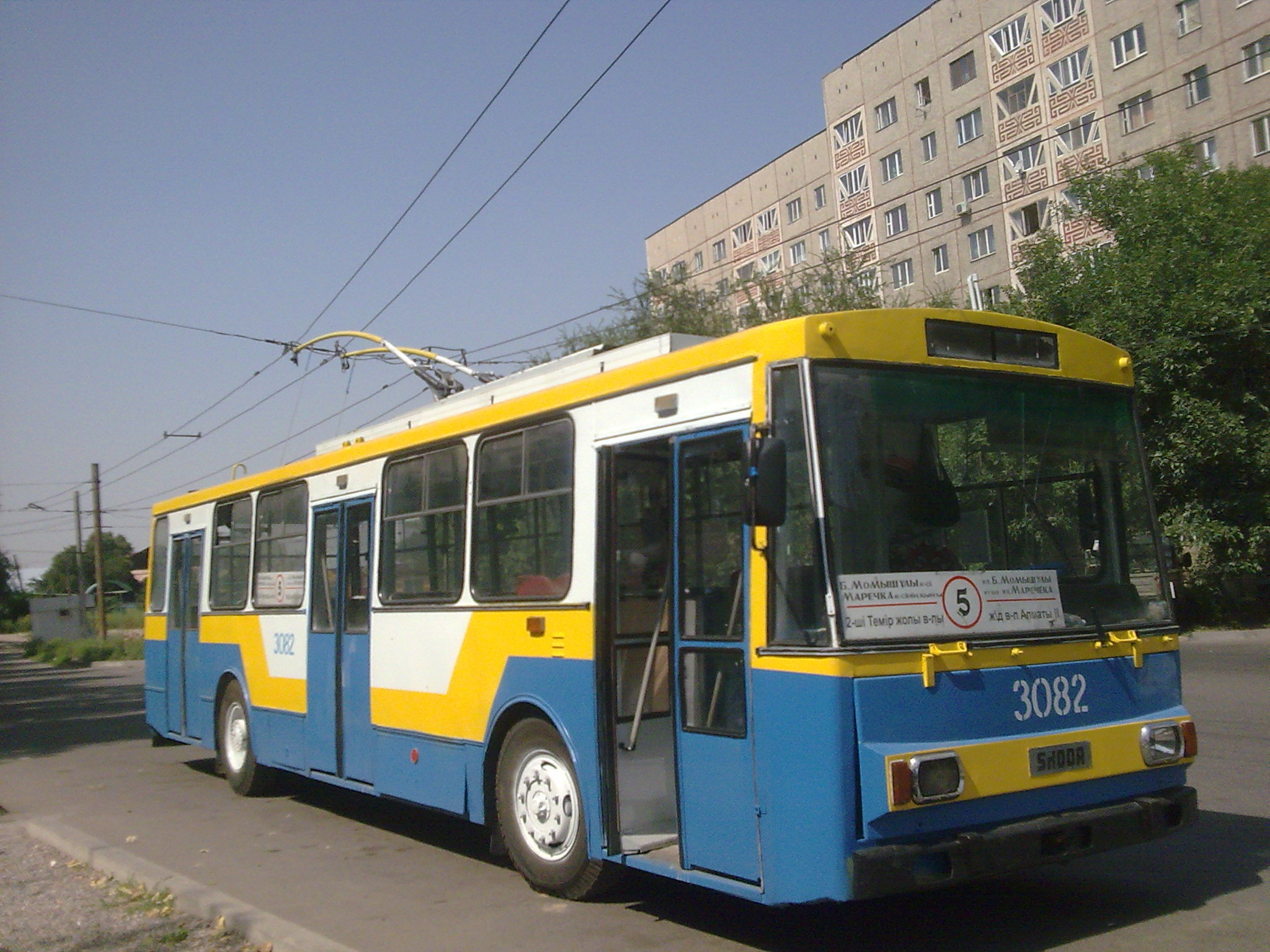
カザフスタン：アルマトイ
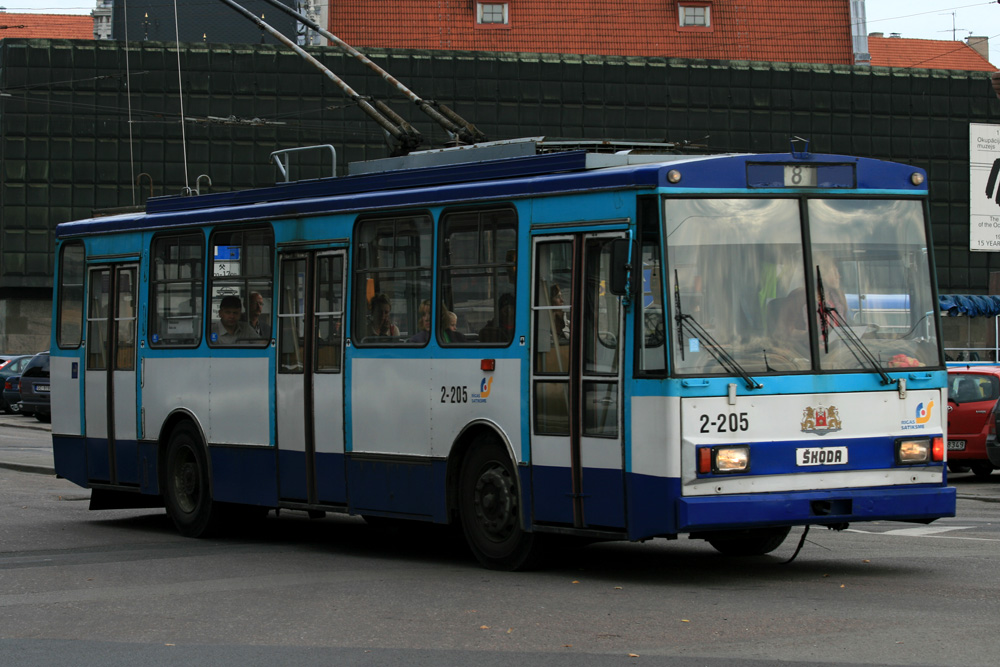
ラトビア：リガ
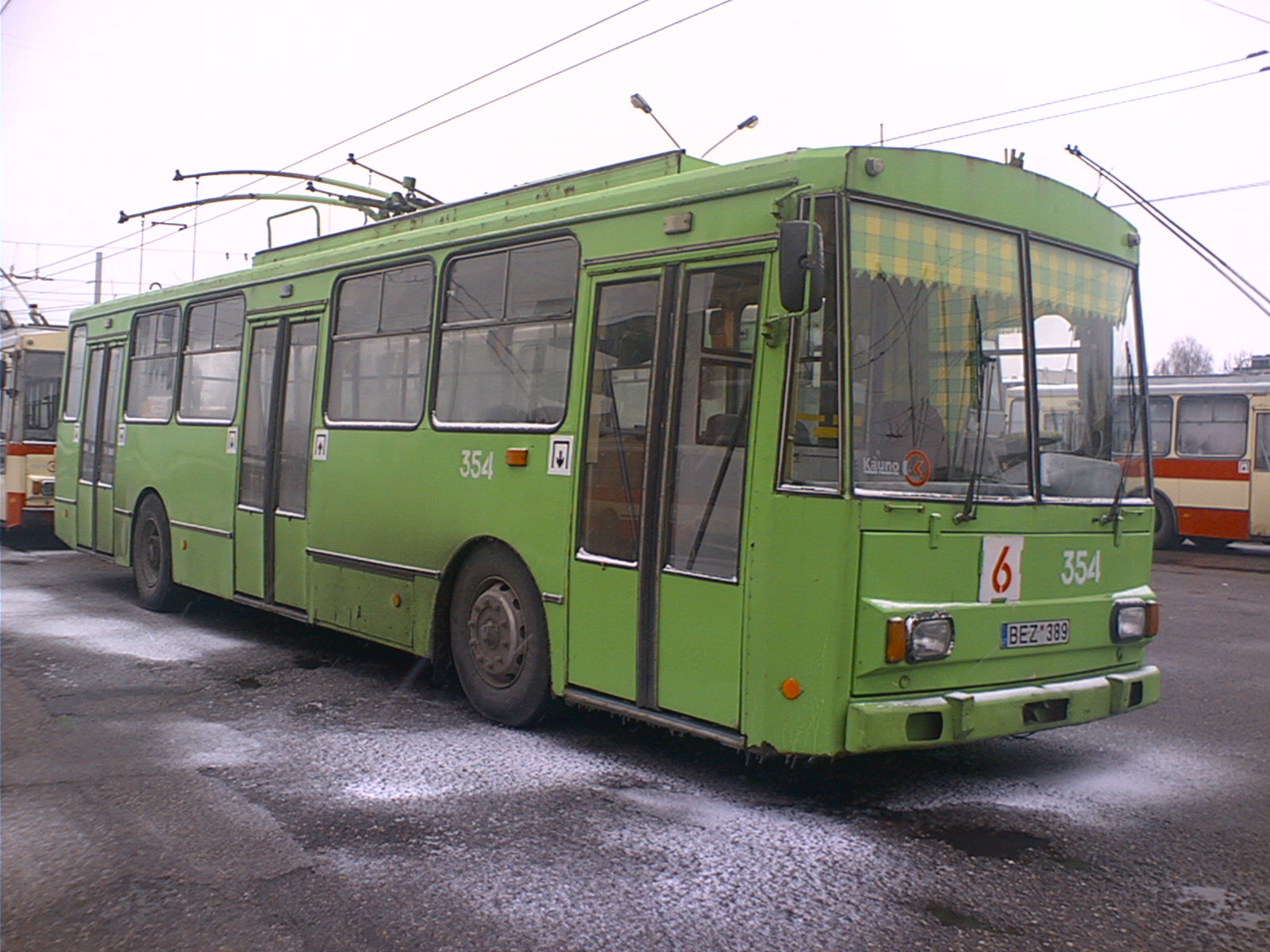
リトアニア：カウナス
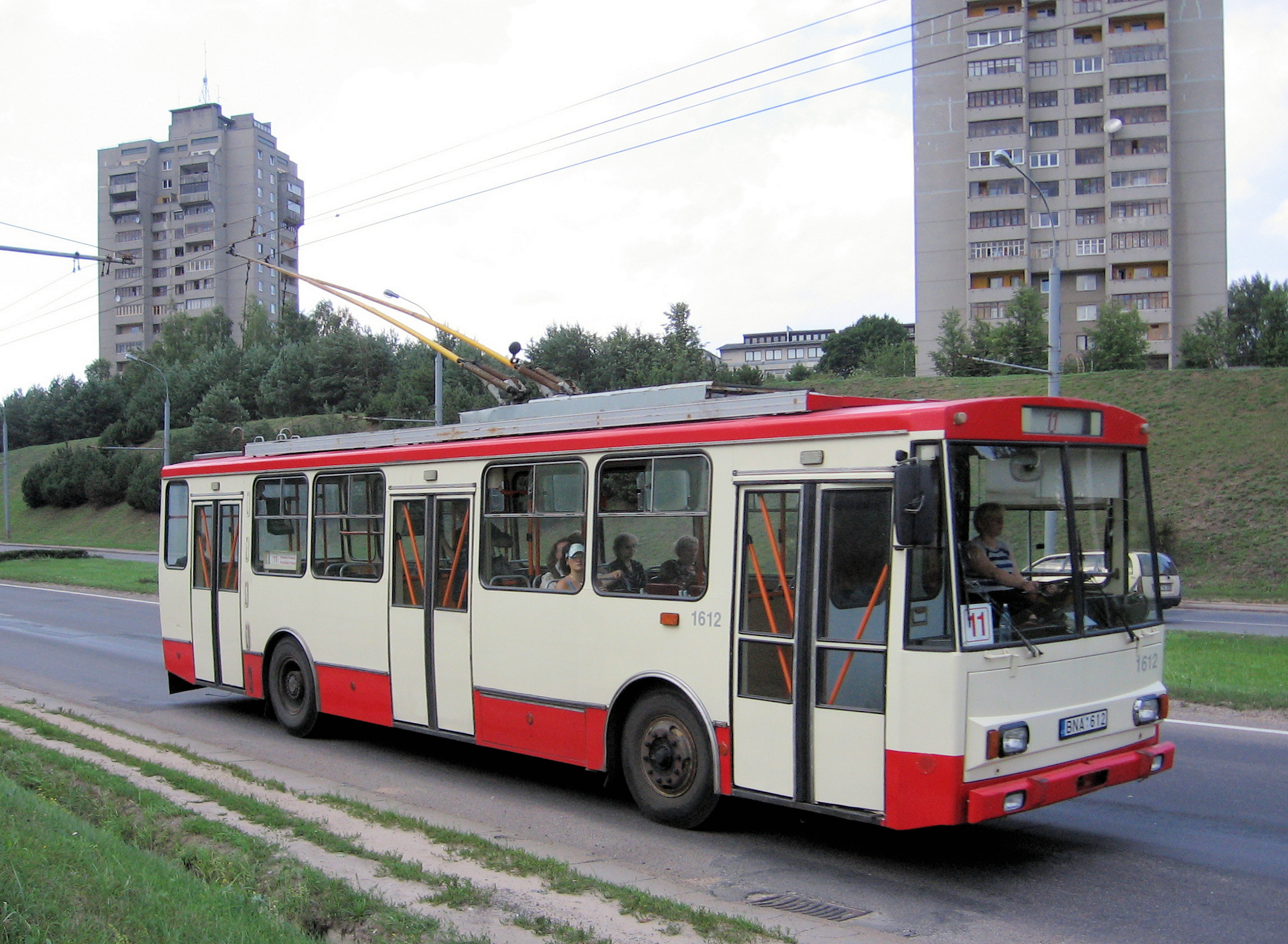
リトアニア：ヴィリニュス
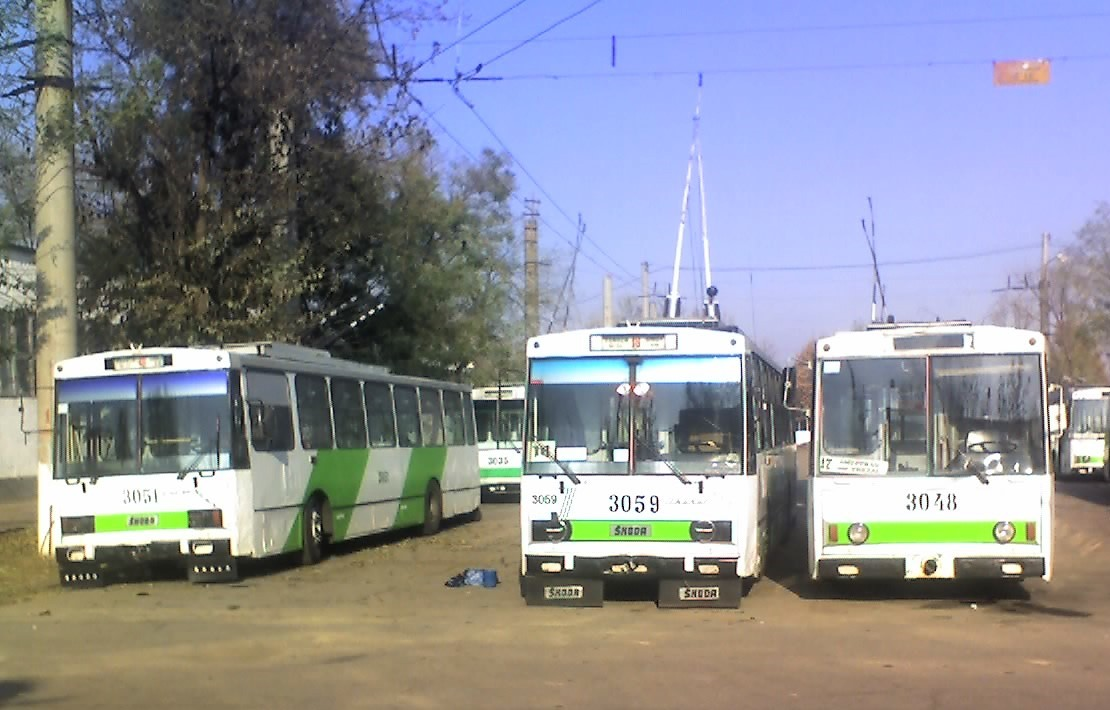
ウズベキスタン：タシュケント
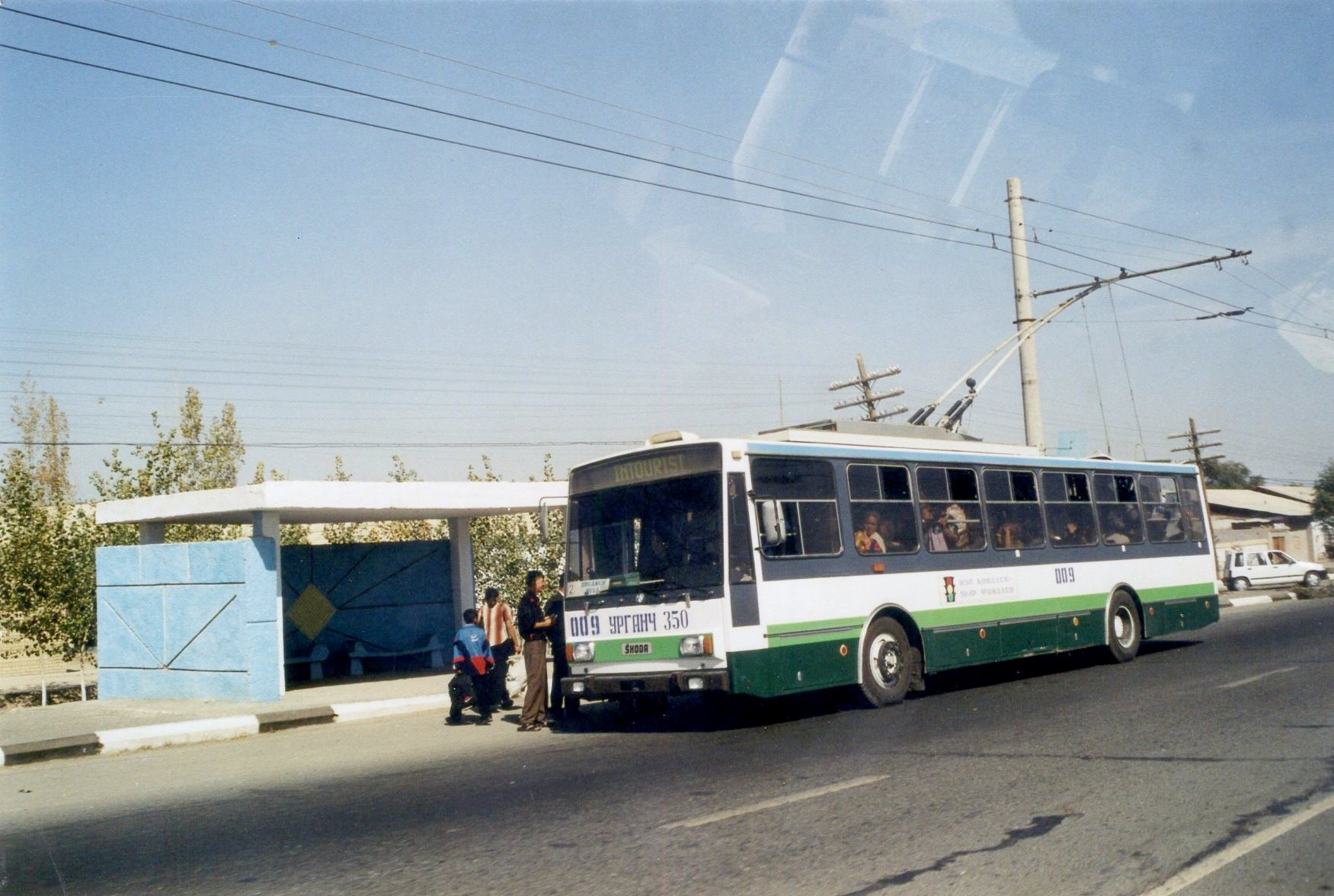
ウズベキスタン：ウルゲンチ

## 発展・改造形式

### 発展形式
- シュコダ15Tr - シュコダ14Trの設計を基に開発された連節トロリーバス[41][1][2]。
- シュコダTV-14Tr（チェコ語版） - 旧ソビエト連邦各都市で実施されていたトロリーバスの総括制御運転に対応した形式。1986年に試作車2両が製造され、各都市で試運転が実施されたものの量産されることはなかった[2][42][43]。
- シュコダ14TrM（チェコ語版） - 1995年から2004年まで生産された車種。基本的な車体や機器の構造はシュコダ14Trと同様だが、先頭および後方のデザイン、車内の座席や布張り等一部の変更が実施された。また、ブラチスラヴァなど一部都市ではシュコダ14Trの改造車にこの形式が付けられている[1][3][44]。
- シュコダ14TrE（チェコ語版）、シュコダ14TrSF（チェコ語版） - アメリカ合衆国のトロリーバス路線向けに開発された車種。前者はデイトン（デイトン・トロリーバス）、後者はサンフランシスコ（サンフランシスコ・トロリーバス（英語版））に導入された[2][44]。

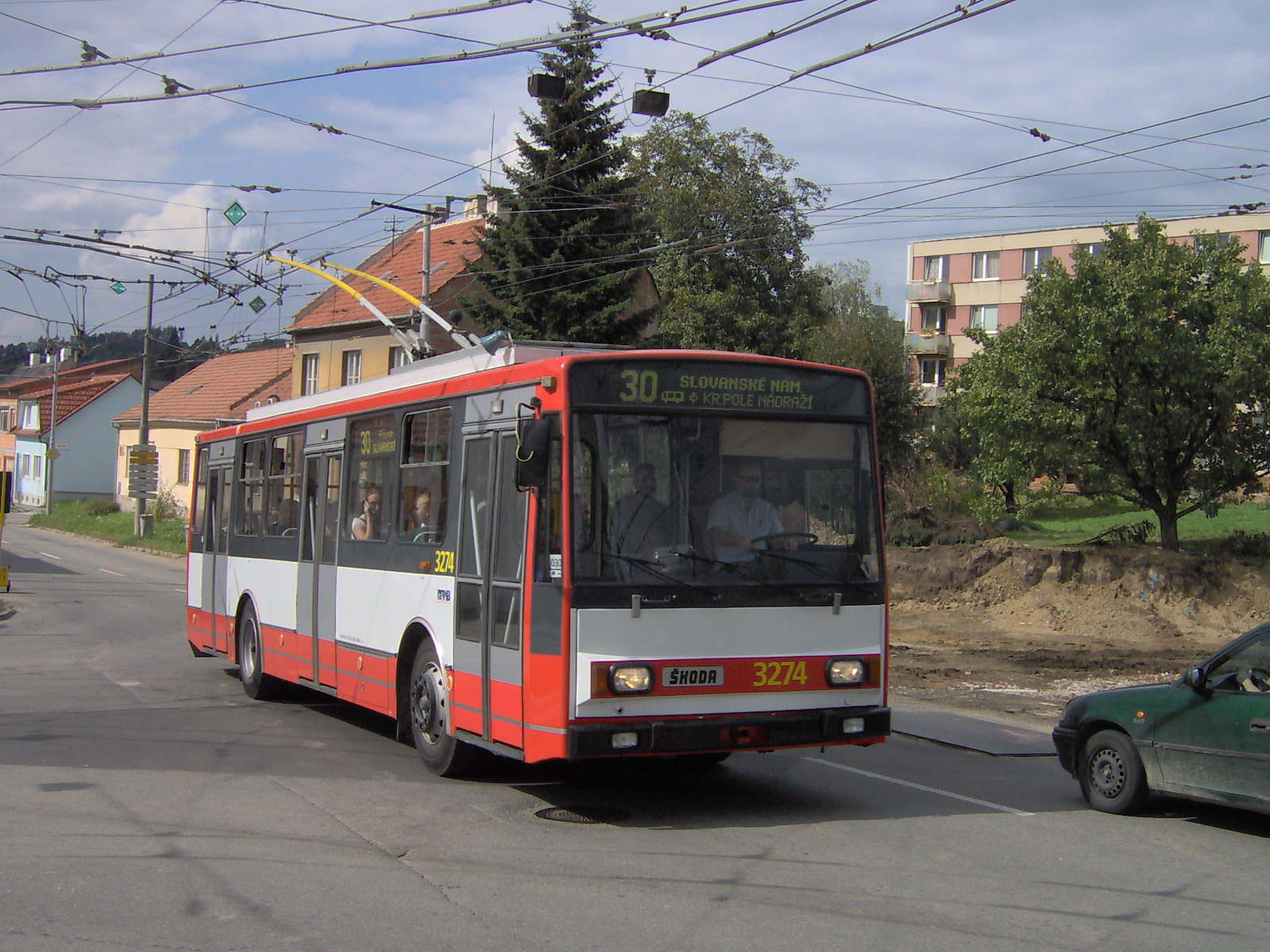
シュコダ14TrM（2006年撮影）
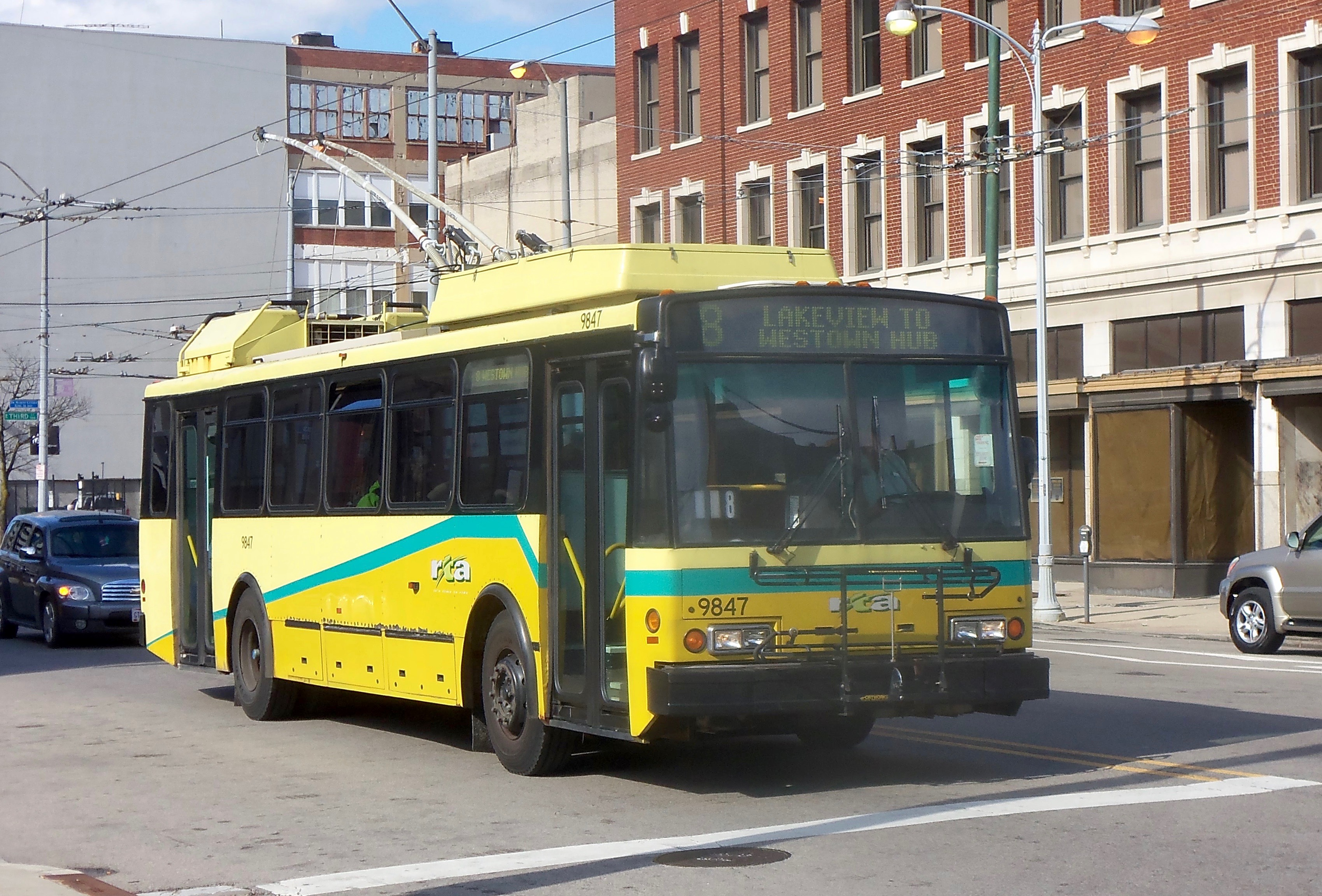
シュコダ14TrE（2016年撮影）
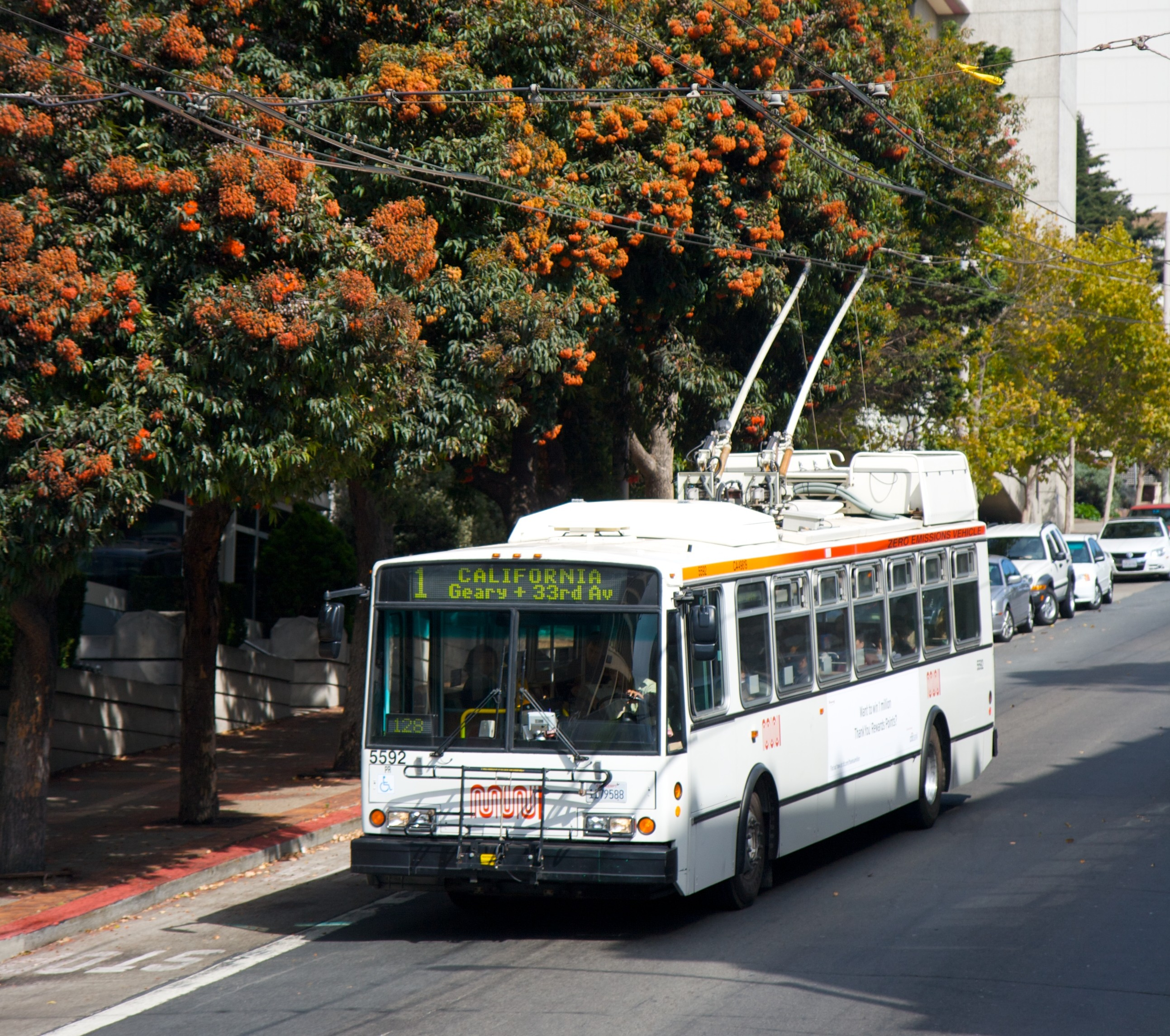
シュコダ14TrSF（2008年撮影）

### 改造形式
- シュコダ14TrR（チェコ語版） - 各都市のシュコダ14Trに対し近代化工事が行われた形式[2]。

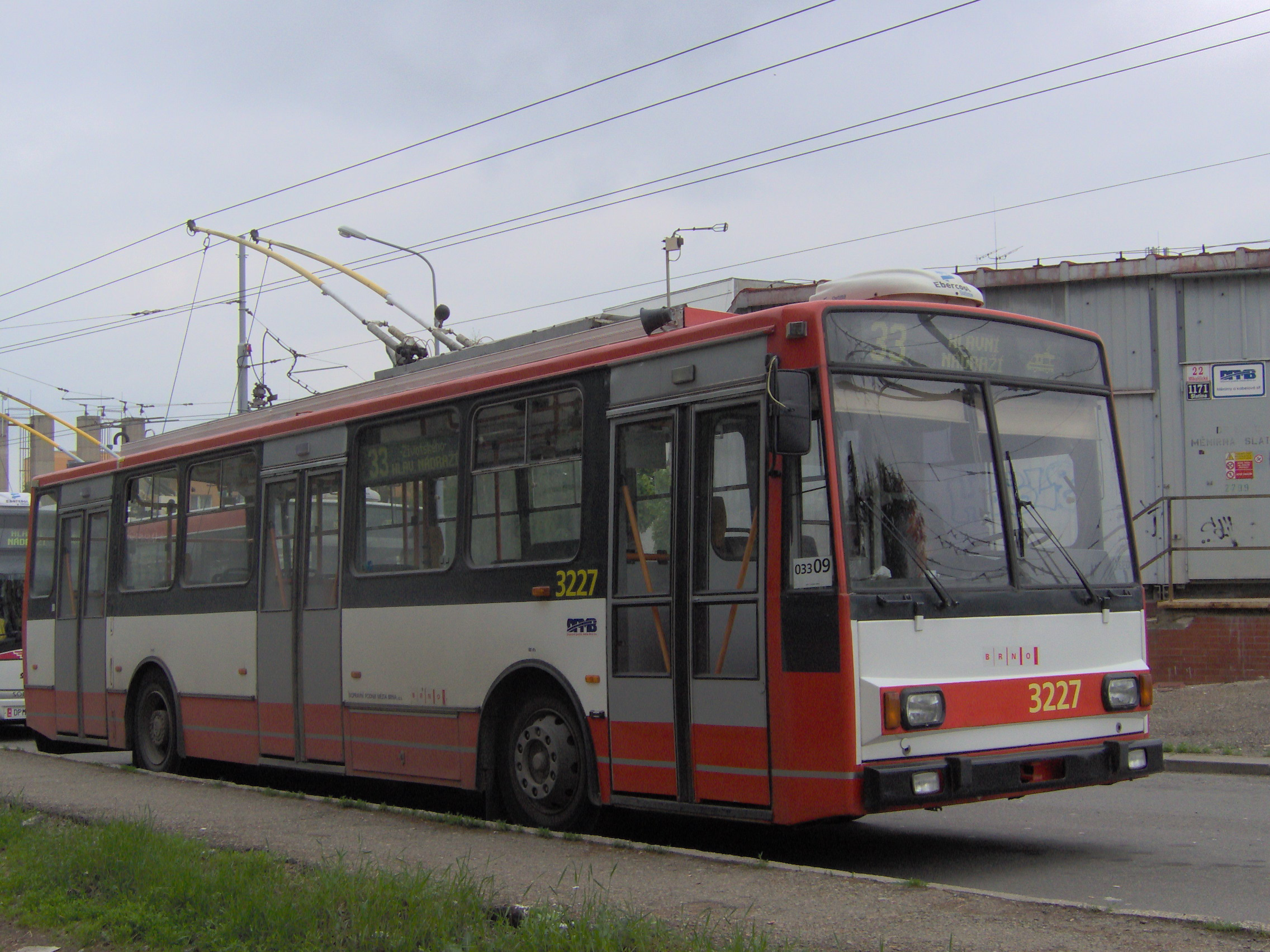
シュコダ14TrR（2010年撮影）

### その他
チェコのフラデツ・クラーロヴェー市内のトロリーバスに導入されたシュコダ14Trのうち、2両については1994年から実施された非電化区間への直通運転に際し、後方にディーゼル発電機を搭載したトレーラーを連結して走行するための改造を受けた。この運用は、車両自体にディーゼル発電機が設置されている後継車両のシュコダ21TrACIが2001年に導入されるまで続いた。

## 参考資料
- Michal Šindelář (2005). Historie trolejbusů Škoda. Škoda
- Martin Harák (2015-11-10). České trolejbusy historie a současnost, typy, technika, provoz. Praha: Grada Publishing a.s.. ISBN 978-80-247-5552-6